# Conspiration des Poudres
Pour les articles homonymes, voir Complot des poudres.

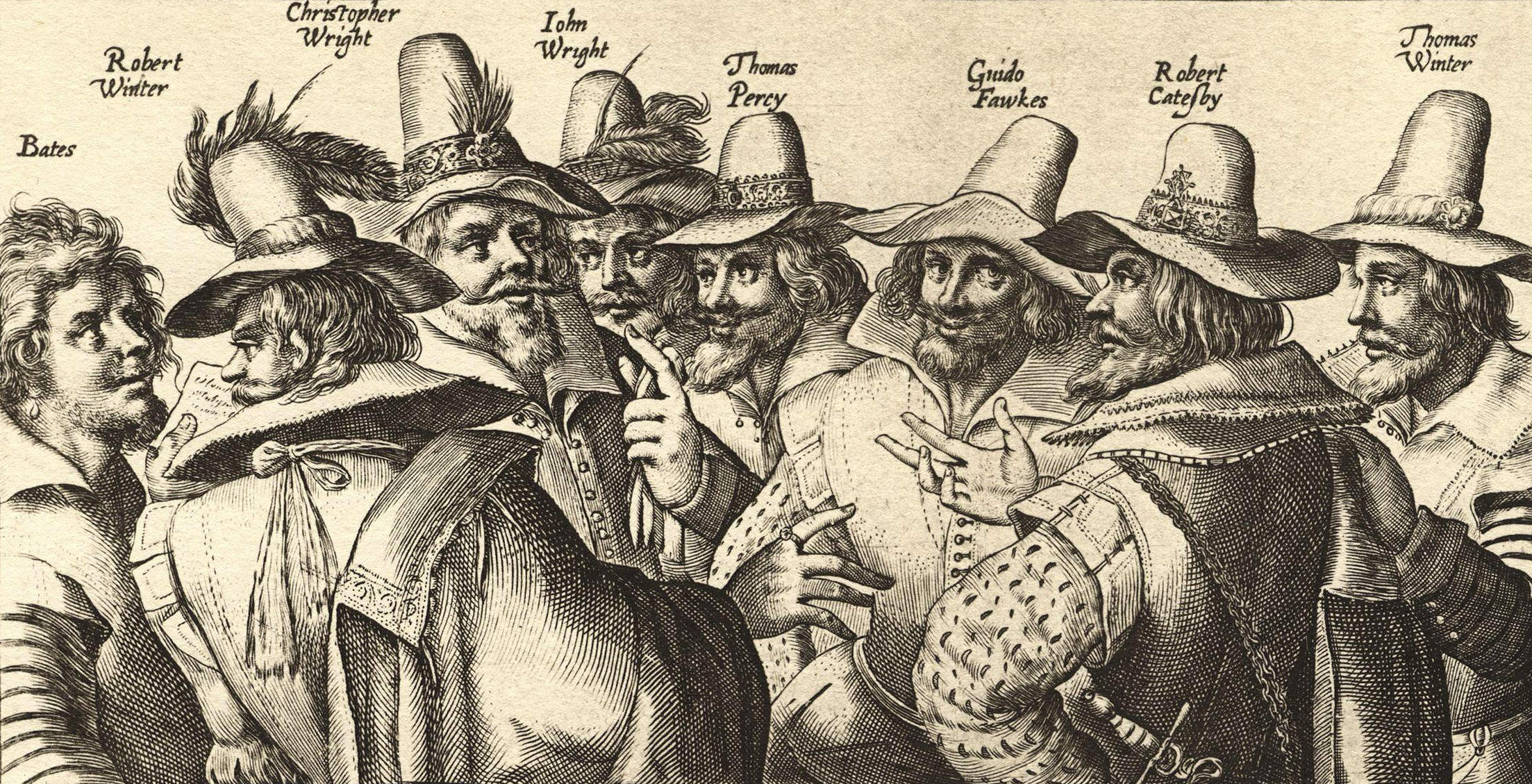
Gravure du XVII : les artisans de la conspiration des Poudres.

La conspiration des Poudres (actuellement appelée en anglais Gunpowder Plot, auparavant Gunpowder Treason Plot) est un attentat manqué contre le roi Jacques Ier d'Angleterre et le Parlement anglais par un groupe de catholiques provinciaux anglais conduits par Robert Catesby.
Le projet prévoit de faire sauter la Chambre des lords au cours de la cérémonie d'ouverture du Parlement du dimanche 5 novembre 1605 (calendrier julien). L'attentat doit être le prélude à une révolte populaire dans les Midlands au cours de laquelle la fille du roi, la princesse Élisabeth, alors âgée de neuf ans, sera installée sur le trône d'un État catholique. Catesby semble s'être lancé dans ce complot après que ses espoirs d'une plus grande tolérance religieuse sous le règne de Jacques Ier se sont évaporés, une déception partagée par de nombreux catholiques anglais. Les autres membres du complot sont John Wright, Thomas Wintour, Thomas Percy, Guy Fawkes, Robert Keyes, Thomas Bates, Robert Wintour, Christopher Wright, John Grant, Ambrose Rookwood, Everard Digby et Francis Tresham. Fawkes, fort de dix ans d'expérience militaire dans la guerre de Quatre-Vingts Ans aux Pays-Bas espagnols, est chargé des explosifs.
Le complot est révélé aux autorités par une lettre anonyme adressée au baron Monteagle le 26 octobre 1605. Lors d'une perquisition de la Chambre des lords, le 4 novembre 1605 vers minuit, on découvre Fawkes montant la garde devant 36 barils de poudre (assez pour réduire la Chambre des lords en cendres) et il est arrêté. Lorsqu'ils apprennent que le complot a été découvert, la plupart des conjurés s'enfuient de Londres et tentent de rallier des soutiens dans leur cavale. Plusieurs d'entre eux attendent à Holbeche House pour livrer combat contre le prévôt de Worcester et ses hommes lancés à leur poursuite ; Catesby est tué lors de l'échauffourée. Lors de leur procès, le 27 janvier 1606, huit des survivants, dont Fawkes, sont reconnus coupables et condamnés à être pendus, traînés et écartelés.
Le détail de la tentative d'assassinat aurait été connu du père jésuite Henry Garnet. Bien que reconnu coupable et condamné à mort, il ne semble pas avoir eu une connaissance exacte du projet. Comme son existence avait été révélée au cours d'une confession, Garnet était tenu au secret et ne pouvait en informer les autorités. Même si une législation anti catholique a été mise en place aussitôt après la découverte du complot, de nombreux catholiques haut placés et loyaux conservent leurs fonctions sous le règne du roi Jacques Ier. L'échec de la conspiration a été commémoré pendant de nombreuses années par des sermons ou la sonnerie des cloches d'église, célébrations qui ont donné naissance à l'actuelle Bonfire Night.

## Contexte

### Religion en Angleterre

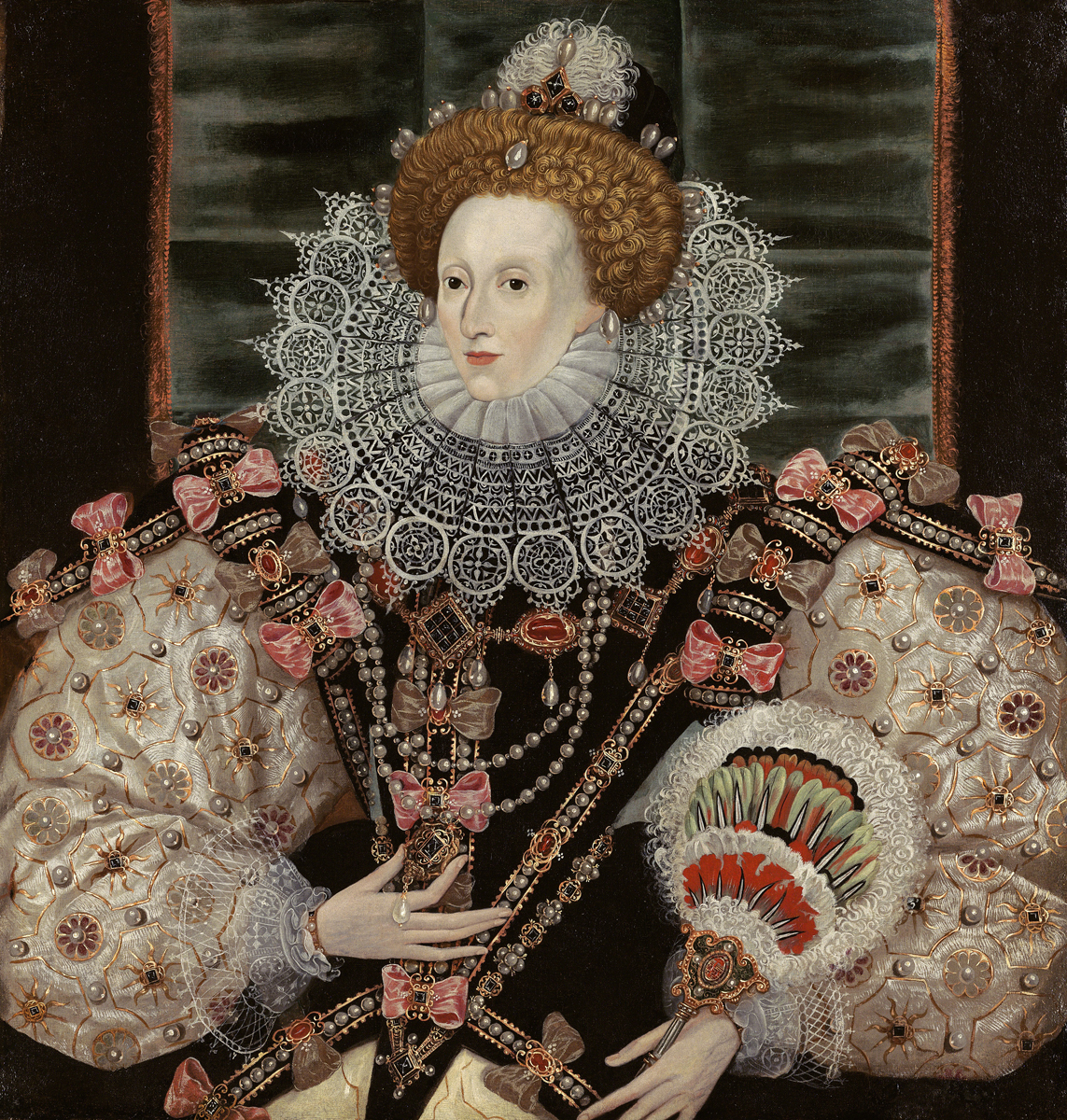
Les catholiques furent persécutés sous le règne d'Élisabeth Ire.

Entre 1533 et 1540, le roi Henri VIII retire la surveillance de l'Église anglaise à Rome, marquant le début de plusieurs décennies de tensions religieuses en Angleterre. Les catholiques anglais se heurtent dès lors à une société dominée par la nouvelle Église d'Angleterre, protestante et de plus en plus puissante. Édouard VI, fils d'Henri VIII, lui succède et meurt à 16 ans en ayant suivi la politique de son père. Il a nommé sa nièce pour lui succéder afin d'éviter l'arrivée de sa demi-sœur, Marie Tudor, catholique, mais cette dernière réussit à l'évincer et la fait exécuter avant d'arriver sur le trône et d'imposer une politique fortement pro-catholique. Elle meurt en 1558 et sa demi-sœur lui succède.
Cette autre fille d'Henri VIII, Élisabeth Ire d'Angleterre, est protestante et répond à la fracture religieuse croissante par l'introduction du Règlement élisabéthain (1559), qui exige que toute personne nommée à une fonction publique ou ecclésiastique prête allégeance au monarque comme chef de l'Église et de l'État. Les refus sont sévèrement sanctionnés, des amendes sont infligées aux réfractaires et les récidivistes risquent la prison, voire la mort. Le catholicisme est marginalisé, mais en dépit des risques de torture ou d'exécution, des prêtres catholiques continuent à pratiquer leur foi en secret.

### ÉlisabethIre
Avant de mourir, la reine Élisabeth, célibataire et sans enfants, refuse de désigner un héritier parmi plusieurs possibles. De nombreux catholiques espèrent que sa cousine Marie Stuart, reine d'Écosse, sera l'héritière légitime du trône d'Angleterre, mais elle est exécutée pour trahison en 1587. Le Secrétaire d'État anglais (en) Robert Cecil négocie secrètement avec son fils, Jacques VI d'Écosse, qui peut prétendre au trône d'Angleterre en tant que cousin germain de la reine et arrière-arrière-petit-fils du roi Henri VII. Au cours des mois qui précédent la mort d'Élisabeth, le 24 mars 1603, Cecil prépare le terrain pour que Jacques lui succède.
Quelques catholiques en exil se prononcent en faveur de la fille du roi Philippe II d'Espagne, qui fut marié à Marie Tudor, l'infante Isabelle, comme héritière d'Élisabeth, mais la plupart des modérés favorisent Arbella Stuart, cousine de Jacques et d'Élisabeth, qui avait apparemment des sympathies catholiques. Lorsque la santé d'Élisabeth se détériore, le gouvernement fait incarcérer ceux qu'il considère comme les « principaux papistes » et l'inquiétude du Conseil privé est telle qu'il fait installer Arbella Stuart près de Londres, pour pouvoir la surveiller, de peur qu'elle ne soit enlevée par des catholiques.
En dépit des multiples prétendants au trône d'Angleterre, la passation de pouvoir après la mort d'Élisabeth se déroule sans problème. Le choix de Jacques Ier comme nouveau roi, annoncé par une proclamation du comte de Salisbury le 24 mars, est bien accueilli. Les catholiques les plus éminents, plutôt que de provoquer des troubles comme prévu, réagissent à la nouvelle en offrant leur soutien enthousiaste au nouveau monarque. Les jésuites, dont la présence en Angleterre est punie de mort, apportent également leur soutien au nouveau roi, qui est largement considéré comme incarnant « l'ordre naturel des choses ». Jacques Ier annonce un cessez-le-feu dans le conflit avec l'Espagne et, même si les deux pays sont toujours théoriquement en guerre, le roi 
Philippe III d'Espagne envoie un émissaire, Juan de Tassis y Peralta, féliciter Jacques Ier pour son avènement.
Les Anglais qui avaient vécu pendant des décennies avec des reines qui n'avaient pas d'héritiers, sont soulagés : Jacques Ier a des enfants. Sa femme, Anne de Danemark, est fille de roi. Leur fils aîné, Henri, alors âgé de neuf ans, est considéré comme un garçon beau et agréable, et leurs deux autres enfants, la princesse Élisabeth et le prince Charles, prouvent que le nouveau souverain est en mesure d'avoir des héritiers pour perpétuer la monarchie protestante.

### Début du règne de JacquesIer

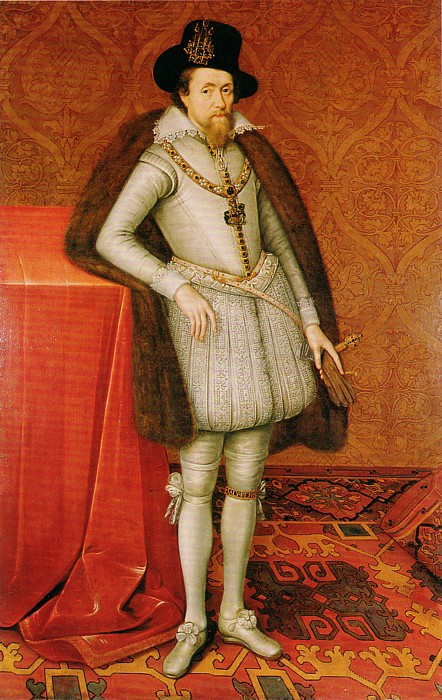
Portrait de Jacques Ier par John de Critz, v. 1606.

Au début, l'attitude de Jacques à l'égard des catholiques est plus modérée que celle d'Élisabeth, peut-être même tolérante. Il promet qu'il ne « persécutera pas quiconque se montrera tranquille et manifestera son obéissance à la loi » et estime que l'exil est une meilleure solution que la peine capitale : « Je serai heureux d'avoir à la fois leurs têtes et leurs corps séparés de cette île tout entière et emportés au-delà des mers ». Certains catholiques croient que l'exécution de sa mère, la catholique Marie Stuart, reine d'Écosse, l'encouragera à se convertir au catholicisme et les maisons royales catholiques d'Europe partagent également cet espoir. Jacques Ier reçoit un émissaire de l'archiduc catholique Albert des Pays-Bas méridionaux, souverain des territoires encore aux mains des catholiques après plus de trente ans de guerre avec la révolte des Néerlandais, protestants et soutenus par les Anglais. Il signera avec lui le traité de Londres le 18 août 1604.
Pour les catholiques anglais expatriés qui refusent d'accepter ce roi, la restauration par la force d'une monarchie catholique est une possibilité intéressante, mais ils savent qu'après la tentative ratée d'invasion de l'Angleterre par les Espagnols en 1588, la papauté ne peut plus envisager qu'à long terme le retour d'un monarque catholique sur le trône d'Angleterre. Pour les opposants, il reste la possibilité d'un attentat.
À la fin du XVIe siècle, plusieurs tentatives d'assassinat ont été menées par des catholiques contre des dirigeants protestants en Europe et même en Angleterre, dont notamment des projets visant à empoisonner Élisabeth Ire. Dans son livre Sur les rois et l'éducation des rois (1598), le jésuite Juan de Mariana justifie explicitement l'assassinat du roi de France Henri III, poignardé par un moine dominicain en 1589 ; jusque dans les années 1620, certains catholiques anglais estiment que le régicide est justifié pour supprimer les « tyrans au pouvoir ». Une grande partie des écrits politiques de Jacques Ier portent sur sa « préoccupation d'être assassiné par les catholiques et la réfutation de l'argument [catholique] selon lequel « la foi n'avait pas à être respectée avec les hérétiques » ».
Le 19 février 1604, peu de temps après avoir découvert grâce à un de ses espions, Sir Anthony Standen, que la reine Anne a reçu un chapelet du pape, Jacques Ier change de comportement et déclare l'Église catholique hors-la-loi. Trois jours plus tard, il ordonne à tous les jésuites et autres prêtres catholiques de quitter le pays, et réimpose le recouvrement des amendes pour les réfractaires. Le roi change de comportement en raison de l'inquiétude des catholiques anglais de voir s'établir une union anglo-écossaise. Il nomme des nobles écossais presbytériens à sa cour, tels que George Home, ce qui est mal accueilli tant par les catholiques que par le Parlement d'Angleterre. Certains membres du Parlement affirment clairement que, à leur avis, « l’écoulement du peuple venant des régions du Nord » est importun et comparent les Écossais à « des plantes qui sont transportées de la toundra vers une région plus fertile ». Le mécontentement augmente encore lorsque le roi permet à des nobles écossais de récupérer les amendes des réfractaires. 5 560 réfractaires sont condamnés en 1605, dont 112 propriétaires fonciers. Les rares catholiques fortunés qui refusent d'assister aux offices de leur église paroissiale sont condamnés à une amende de 20 Livre sterling par mois. Ceux aux moyens plus modestes doivent payer les deux tiers de leurs revenus locatifs annuels. Les réfractaires de classe moyenne doivent payer une amende d'un shilling par semaine, même si la collecte de toutes ces amendes est « aléatoire et faite sans zèle ». À l'arrivée au pouvoir de Jacques, près de 5 000 livres sterling par an proviennent de ces amendes,.

### Les premiers complots
Le 19 mars 1604, le roi prononce son premier discours d'ouverture de la session du Parlement. Il y affirme son désir d'obtenir la paix, mais seulement en « professant la vraie religion ». Il parle également d'une union chrétienne et réitère son désir d'éviter les persécutions religieuses. Pour les catholiques, le discours du roi indique clairement qu'ils « n'augmenteraient pas leur nombre et leur force dans ce royaume », mais qu'« ils pourraient espérer pratiquer leur religion à nouveau ». Pour le père John Gerard, ces mots sont presque certainement responsables de l'augmentation des persécutions des catholiques et, pour le père Oswald Tesimond (en), ils sont la remise en cause des promesses faites par le roi à ses débuts et sur lesquelles les catholiques avaient bâti leurs espoirs. Une semaine après ce discours, Lord Sheffield informe le roi que plus de 900 réfractaires sont déférés devant les Assizes de Normanby et, le 24 avril, un projet de loi présenté au Parlement menace de mettre hors-la-loi tous les catholiques pratiquants anglais.
En l'absence de tout geste du roi témoignant d'une volonté de mettre fin à la persécution des catholiques, comme certains l'avaient espéré, plusieurs membres du clergé (dont deux prêtres anti-jésuites) décident de prendre les choses en main. La « conspiration accessoire » des prêtres William Watson (en) et William Clark (en) projette d'enlever le roi et de l'enfermer dans la tour de Londres jusqu'à ce qu'il accepte d'être plus tolérant envers les catholiques. Salisbury[Qui ?] est informé du complot par plusieurs sources, dont l'archiprêtre George Blackwell (en), qui ordonne au clergé catholique de ne participer à aucun complot de cet ordre. Les deux prêtres et un autre membre du complot, Sir George Brooke (en), sont arrêtés et torturés. Ce dernier révèle sous la torture qu'au même moment, son frère, Lord Cobham, Lord Grey de Wilton, Lord Markham (en) et Walter Raleigh planifient la conspiration principale (en), qui consiste à enlever le roi et sa famille pour le remplacer par Arbella Stuart. Ils avaient, entre autres, approché le roi de France Henri IV pour obtenir un financement, mais en vain. Toutes les personnes impliquées dans les deux complots sont arrêtées en juillet et jugées à l'automne 1604. Sir George Brooke est exécuté, mais le souverain, soucieux de ne pas faire couler trop de sang au début de son règne, gracie Cobham, Grey et Markham sur l'échafaud. Raleigh, devant être exécuté quelques jours plus tard, est également gracié, tandis qu'Arbella Stuart nie avoir connaissance de l'intrigue. Les deux prêtres, condamnés par le pape, sont exécutés.
La découverte de ces complots est accueillie avec stupeur par la communauté catholique. Le fait que la « conspiration accessoire » ait été divulguée par des catholiques leur épargne de nouvelles persécutions, et le roi est assez généreux pour gracier ceux qui regrettaient leurs gestes et permettre le report du paiement de leurs amendes d'un an.

## Le complot

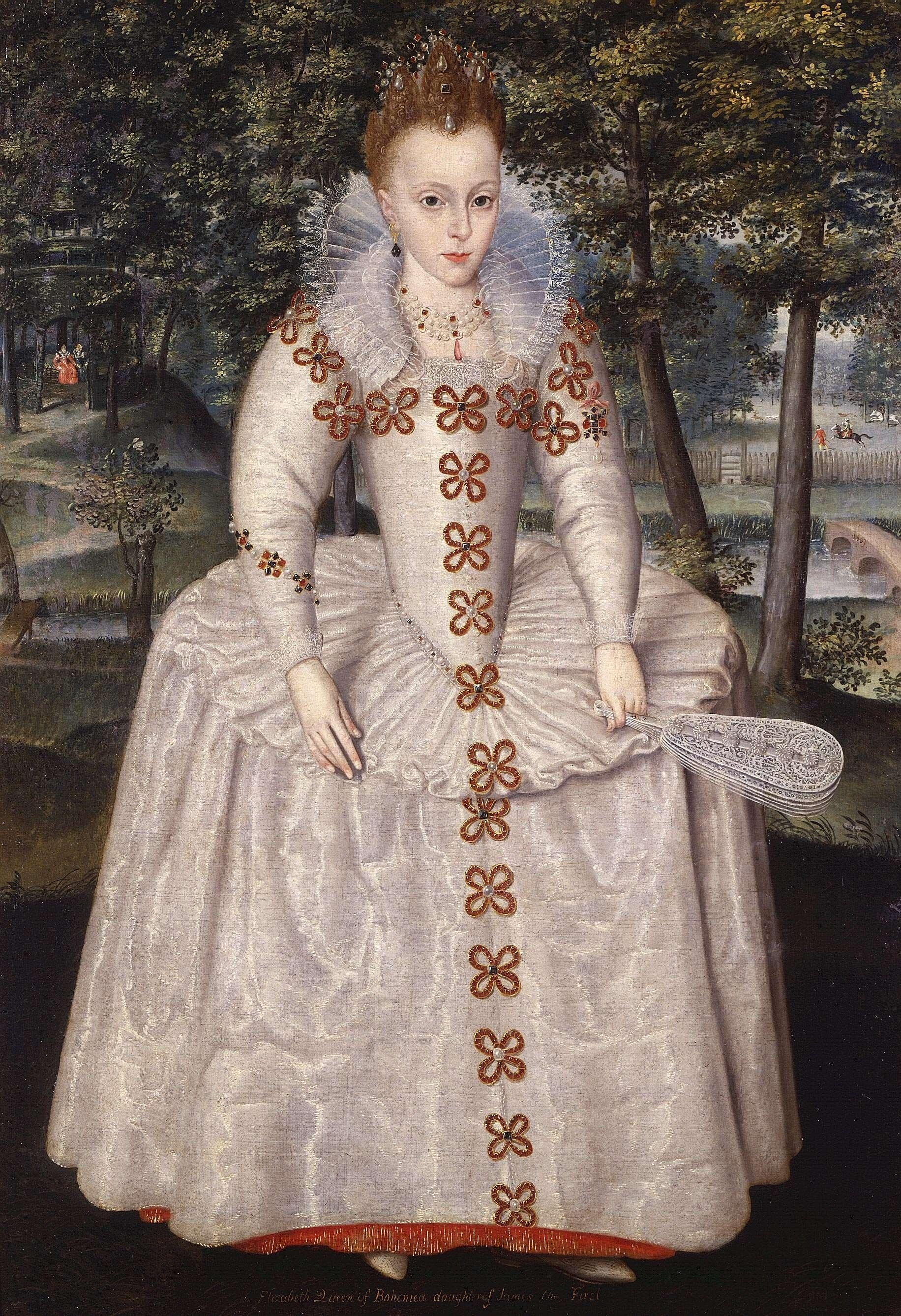
La princesse Élisabeth.

La conspiration des Poudres sera ainsi la plus célèbre des tentatives d'assassinat du roi. L'idée en revient à Robert Catesby. Issu d'une « lignée ancienne, historique et remarquable »[réf. souhaitée], qui sera l'âme du complot. Ses contemporains[Qui ?] l'ont décrit comme « un homme de bonne mine, d'environ six pieds de haut, athlétique et bon escrimeur ». Comme d'autres conspirateurs, il a participé à la révolte de Robert Devereux, le 2e comte d'Essex, en 1601, au cours de laquelle il a été blessé et fait prisonnier. La reine Élisabeth lui laisse la vie sauve après l'avoir frappé d'une amende de 4 000 marcs, à la suite de quoi il est obligé de vendre sa propriété de Chastleton,,. En 1603, Catesby a participé à l'envoi d'une mission auprès du nouveau roi d'Espagne, Philippe III, l'exhortant à lancer une invasion de l'Angleterre et l'assurant qu'il serait bien épaulé, en particulier par les catholiques anglais. Son cousin, Thomas Wintour, érudit polyglotte, avait été choisi comme émissaire, mais le roi d'Espagne, bien que compatissant au sort des catholiques en Angleterre, souhaitait conclure la paix avec Jacques Ier. Wintour devait également convaincre l'ambassadeur d'Espagne Don Juan de Tassis y Peralta[Lequel ?] que « 3 000 catholiques » anglais étaient prêts à soutenir une telle invasion, mais il échoua et même le pape Clément VIII s’inquiéta à l'époque que l'usage de la violence pour parvenir à une restauration de la puissance catholique en Angleterre n'aboutisse qu'à la destruction des derniers catholiques anglais.
L'objectif principal des conspirateurs sera de tuer le roi en faisant sauter le Parlement. Cependant, beaucoup d'autres personnalités, en majorité protestantes, doivent être présentes à la Cérémonie d'ouverture du Parlement, notamment la famille proche du roi et les membres du Conseil privé. En leur qualité de membres de la Chambre des lords, les principaux juges du pays, la plus grande partie de l'aristocratie protestante et les évêques de l'Église d'Angleterre doivent tous y participer, ainsi que les membres de la Chambre des communes. Un autre objectif important était l'enlèvement de la princesse Élisabeth, la fille du roi, troisième dans l'ordre de succession. Installée à l'abbaye de Coombe, près de Coventry, la princesse vit à une quinzaine de kilomètres seulement au nord de Warwick, ce qui facilite les choses pour les conspirateurs, dont la plupart résident dans les Midlands. Les comploteurs envisagent d'installer Élisabeth sur le trône anglais après la mort du roi et la destruction du Parlement. Rien n'est prévu quant au sort des princes Henri et Charles, dont la présence aux cérémonies officielles est encore incertaine. Les conspirateurs prévoient d'installer le comte de Northumberland Henry Percy comme régent d'Élisabeth, mais lui-même n'a probablement jamais été mis au courant de ce projet.

### Le recrutement initial
Selon les témoignages de l'époque[Lesquels ?], Catesby invite Thomas Wintour dans sa maison de Lambeth en février 1604. Ils y étudient le projet de Catesby de faire sauter la Chambre des lords lors de la Cérémonie d'ouverture du Parlement pour rétablir le catholicisme en Angleterre. Wintour a une réputation d'érudit ; il parle plusieurs langues et a combattu aux Pays-Bas avec l'armée anglaise. En 1586, son oncle, le prêtre catholique Francis Ingleby, a été exécuté, et Wintour s'est par la suite converti au catholicisme. John Wright est également présent à la réunion. Ce fervent catholique, réputé l'un des meilleurs escrimeurs de son temps, a pris part avec Catesby à la rébellion du comte d'Essex trois ans auparavant. En dépit de ses réserves sur les conséquences d'un éventuel échec, Wintour accepte de se joindre au complot, peut-être convaincu par la rhétorique de Catesby : « Essayons et si nous échouons, ne pensons pas à la suite ».
Wintour se rend en Flandre pour en savoir davantage sur le soutien espagnol. Il y rencontre Guy Fawkes (1570-1606), un catholique engagé qui a servi comme soldat dans les Pays-Bas méridionaux sous le commandement de William Stanley (en) et a été proposé au grade de capitaine en 1603. Accompagné par Christopher Wright, le frère de John, Fawkes avait également fait partie de la mission de 1603 auprès du roi d'Espagne. Wintour explique à Fawkes que « quelques-uns de ses bons amis souhaitent sa présence en Angleterre », et que quelques gentilshommes « sont sur le point d'entreprendre quelque chose en Angleterre si l'Espagne ne nous aide pas ». Les deux hommes rentrent en Angleterre à la fin du mois d'avril 1604 et indiquent à Catesby que le soutien de l'Espagne est peu probable.
Thomas Percy, ami de Catesby et beau-frère de John Wright, est associé au complot quelques semaines plus tard,. Employé par son lointain parent le comte de Northumberland, Percy devient en 1596 l'intendant des biens de sa famille dans le Nord de l'Angleterre. Vers 1600-1601, il combat avec son employeur aux Pays-Bas et devient son agent de liaison avec le roi. Percy, converti à la foi catholique, a la réputation d'être une personne « sérieuse ». Selon une source catholique, sa jeunesse est marquée par une tendance à s'appuyer sur « son épée et son courage personnel »,. Bien que lui-même ne soit pas catholique, Northumberland souhaitait établir une relation forte avec le roi afin d'améliorer les conditions de vie des catholiques anglais et d'atténuer la disgrâce familiale causée par sa séparation d'avec sa femme Martha Wright, une favorite d'Élisabeth. Il charge Thomas Percy de servir d'intermédiaire entre le roi et lui. Les discussions entre Thomas Percy et le souverain semblent bien se dérouler, et Percy revient auprès de Northumberland avec des promesses de soutien pour les catholiques ; le comte croit que le roi ira jusqu'à autoriser la messe dans des demeures particulières afin d'éviter un scandale public. Soucieux d'améliorer sa position, Percy va plus loin et affirme que le futur roi va garantir la sécurité des catholiques anglais mais rapidement Percy se rend compte que le roi n'assouplira pas sa position et il en aura un important ressentiment.

### La planification initiale
Les cinq conspirateurs tiennent leur première réunion le 20 mai 1604, probablement à la Duck and Drake Inn (« auberge de la cane et du canard »), tout près du Strand où réside habituellement Wintour durant ses séjours à Londres. Sont présents Catesby, Thomas Wintour et John Wright, bientôt rejoints par Guy Fawkes et Thomas Percy. Isolés dans une salle particulière, les cinq conspirateurs jurent sur un livre de prières de garder le secret. Une coïncidence veut que le père John Gerard, un ami de Catesby ignorant tout du complot, célèbre à ce moment la messe dans une autre pièce ; les cinq hommes vont ensuite le rejoindre puis reçoivent la communion.

### Le recrutement de nouveaux membres
Après leur serment, les comploteurs quittent Londres et rentrent chez eux. Ils estiment que l'ajournement du Parlement leur laisse jusqu'en février 1605 pour finaliser leur projet. Le 9 juin, le comte de Northumberland fait entrer Percy dans la Garde rapprochée du souverain britannique, une compagnie de 50 soldats chargée d'assurer la sécurité du roi. Ce nouveau poste permet à Percy de chercher un logement à Londres et il choisit une petite propriété près de la Chambre du Prince du palais de Westminster. Percy s'arrange pour pouvoir utiliser la maison en même temps que Dudley Carleton et John Hippesley, d'autres employés du comte de Northumberland. Fawkes, sous le pseudonyme de « John Johnson », prend en charge l'entretien du bâtiment en se faisant passer pour un employé de Percy. Le reste du bâtiment est occupé par des commissaires écossais nommés par le roi pour étudier ses projets d'unification de l'Angleterre et de l'Écosse. Les comploteurs utilisent la demeure de Catesby à Lambeth, sur la rive opposée de la Tamise, pour stocker la poudre à canon et d'autres accessoires qu'ils transportent ensuite aisément de nuit sur l'autre rive du fleuve. Pendant ce temps, le roi poursuit sa politique anti-catholique et le Parlement vote des lois anti-catholiques jusqu'à son ajournement, le 7 juillet.

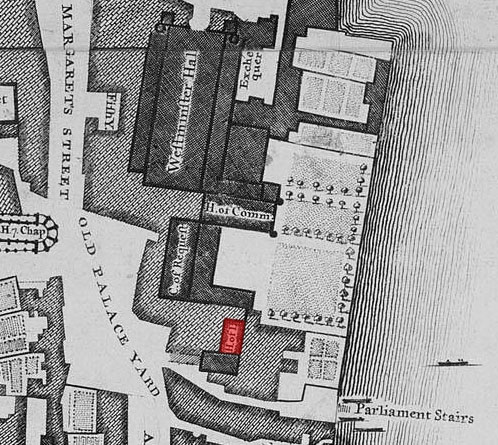
La Chambre des lords (en rouge) sur une carte de Londres, à l'emplacement de l'actuel palais de Westminster.

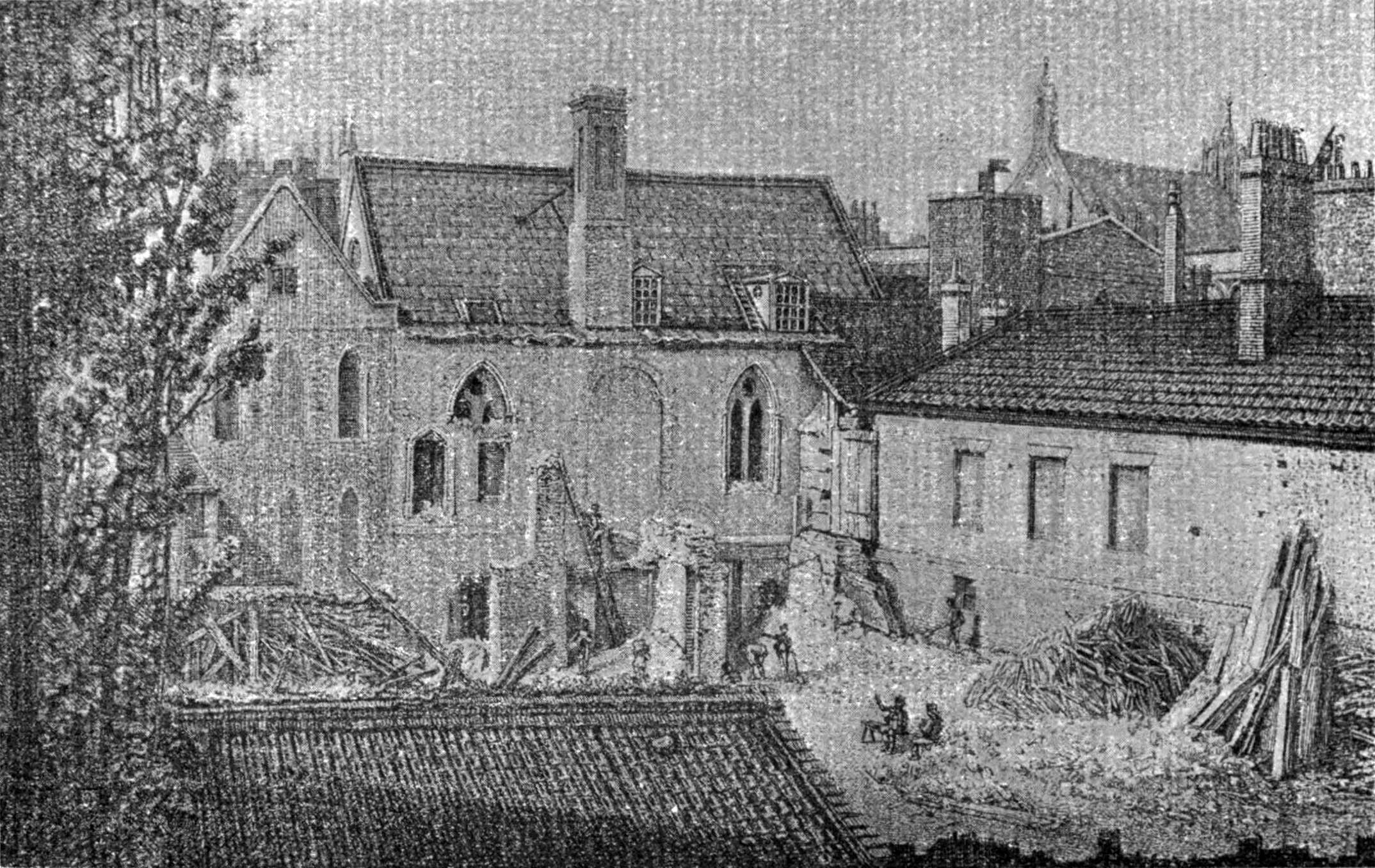
Illustration montrant au centre le mur est de la Chambre des lords.

Les conjurés reviennent à Londres en octobre 1604. C'est à ce moment-là que Robert Keyes, « un homme désespéré, ruiné et endetté », est admis au sein du groupe. Il est chargé d'assurer l'entretien de la maison de Catesby à Lambeth. Keyes possède des relations particulièrement intéressantes : sa femme est au service de Lord Mordaunt, c'est un catholique digne de confiance et, comme Fawkes, capable d'être autonome. En décembre, Catesby fait entrer son serviteur Thomas Bates dans le complot, après que ce dernier a accidentellement découvert son existence.
Le 24 décembre, la réouverture du Parlement est retardée : des risques de peste font que les députés ne siègeront que le 3 octobre 1605 et non en février, comme l'avaient escompté les conspirateurs. Selon les récits contemporains du procès, les comploteurs auraient profité de ce retard pour creuser un tunnel sous le Parlement. Il s'agit peut-être d'une invention du gouvernement : l'accusation ne présente aucune preuve de l'existence d'un tunnel, et aucune trace n'en a jamais été découverte. Cette histoire de tunnel est directement issue des aveux de Thomas Wintour, et Guy Fawkes n'admet son existence que lors de son cinquième interrogatoire. D'un point de vue logistique, il aurait été extrêmement difficile de creuser un tel tunnel, d'autant qu'aucun des conspirateurs n'a la moindre connaissance en construction de galerie de mine. Selon la version du tunnel, lorsque les commissaires écossais finissent leur travail, le 6 décembre, ils quittent définitivement leur lieu de travail et les conspirateurs sont libres de commencer leur ouvrage. Ils l'auraient cessé en entendant du bruit venant d'au-dessus d'eux et provoqué par la veuve du gérant des lieux occupée à nettoyer une cave située directement sous la Chambre des lords, la pièce même où les conspirateurs finirent par entreposer leurs barils de poudre.
Lorsque les comploteurs se réunissent à nouveau, le 25 mars, ils comptent trois nouveaux membres dans leurs rangs : Robert Wintour, John Grant et Christopher Wright. Le choix de Wintour et Wright est évident. Le premier jouit d'une richesse certaine et a hérité de Huddington Court (où de nombreux prêtres se réfugient), près de Worcester ; c'est un homme généreux et apprécié. Catholique dévot, il a épousé Gertrude Talbot, issue d'une famille de réfractaires. Christopher Wright (1568-1605), le frère de John, a également pris part à la révolte du comte d'Essex et a installé sa famille à Twigmore dans le Lincolnshire, une zone de refuge pour les prêtres,. John Grant est marié à la sœur de Wintour, Dorothy, et il est le seigneur du manoir de Norbrook près de Stratford-upon-Avon. Réputé être intelligent et réfléchi, il abrite des catholiques dans son domicile de Snitterfield. Lui aussi était impliqué dans la révolte de 1601,.

### Les souterrains
Ce 25 mars est également le jour où les comploteurs doivent renouveler le bail de la maison de John Whynniard d'où leur tunnel est censé partir. Au début du XVIIe siècle, l'ancien palais royal de Westminster est un dédale de bâtiments amoncelés autour des salles médiévales abritant le Parlement et les différentes cours de justice royales. L'ancien palais est aisément accessible : des marchands, avocats et autres vivent et travaillent dans les logements, tavernes et commerces situés dans son enceinte. La maison de Whynniard est située perpendiculairement à la Chambre des lords, le long d'un passage appelé « place du Parlement » qui conduit aussi bien aux escaliers du Parlement qu'à la Tamise. Les caves, fréquentes dans les bâtiments de l'époque, servent à entreposer nourriture, bois et autres. La cave de la maison de Whynniard, au rez-de-chaussée, se trouve directement sous le premier étage de la Chambre des lords ; elle faisait peut-être partie de la cuisine du palais à l'époque médiévale. Abandonnée et sale, elle convient parfaitement aux projets des conspirateurs.

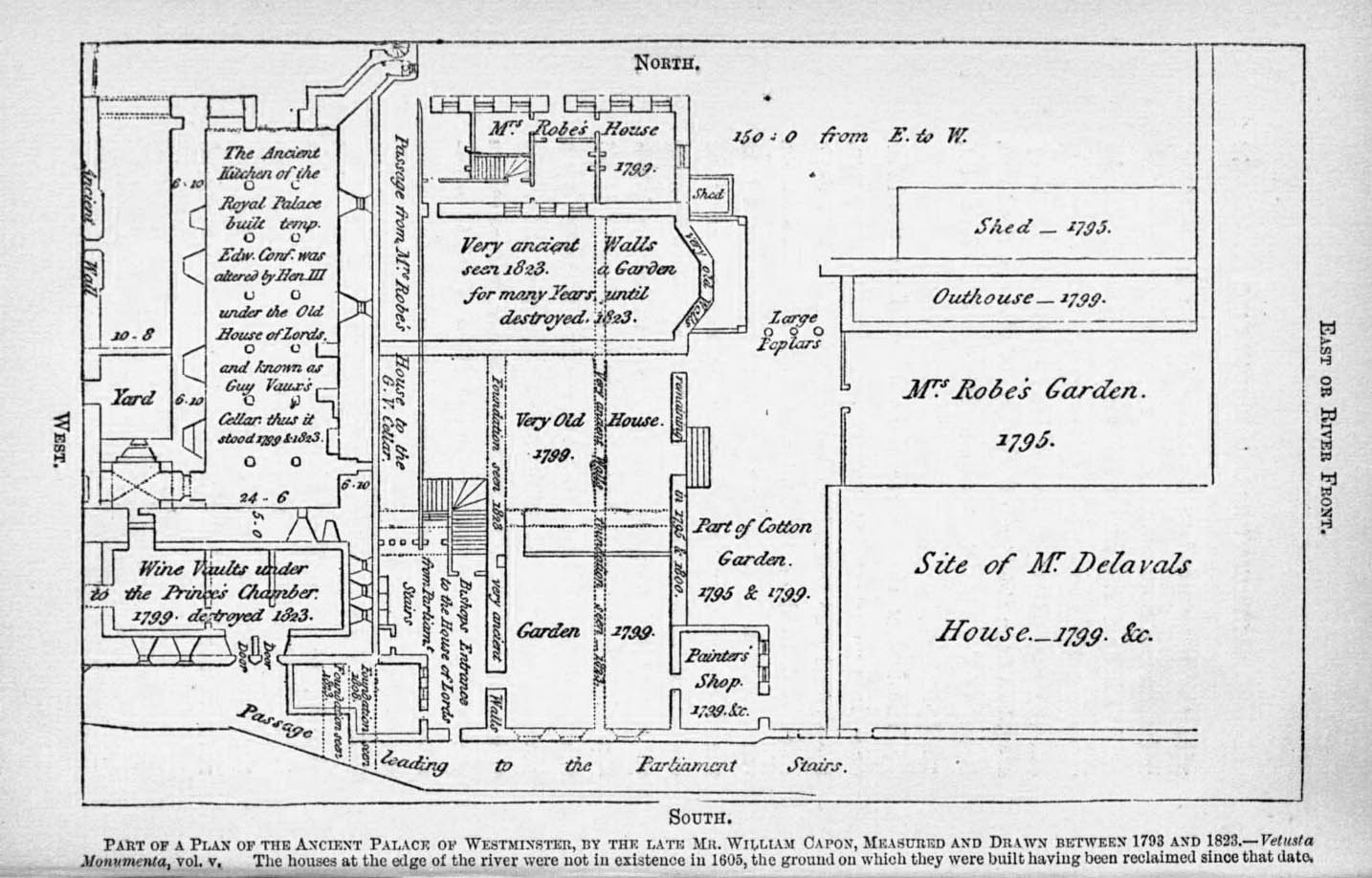
Carte du Parlement due à William Capon montrant l'emplacement exact du sous-sol où fut stockée la poudre.

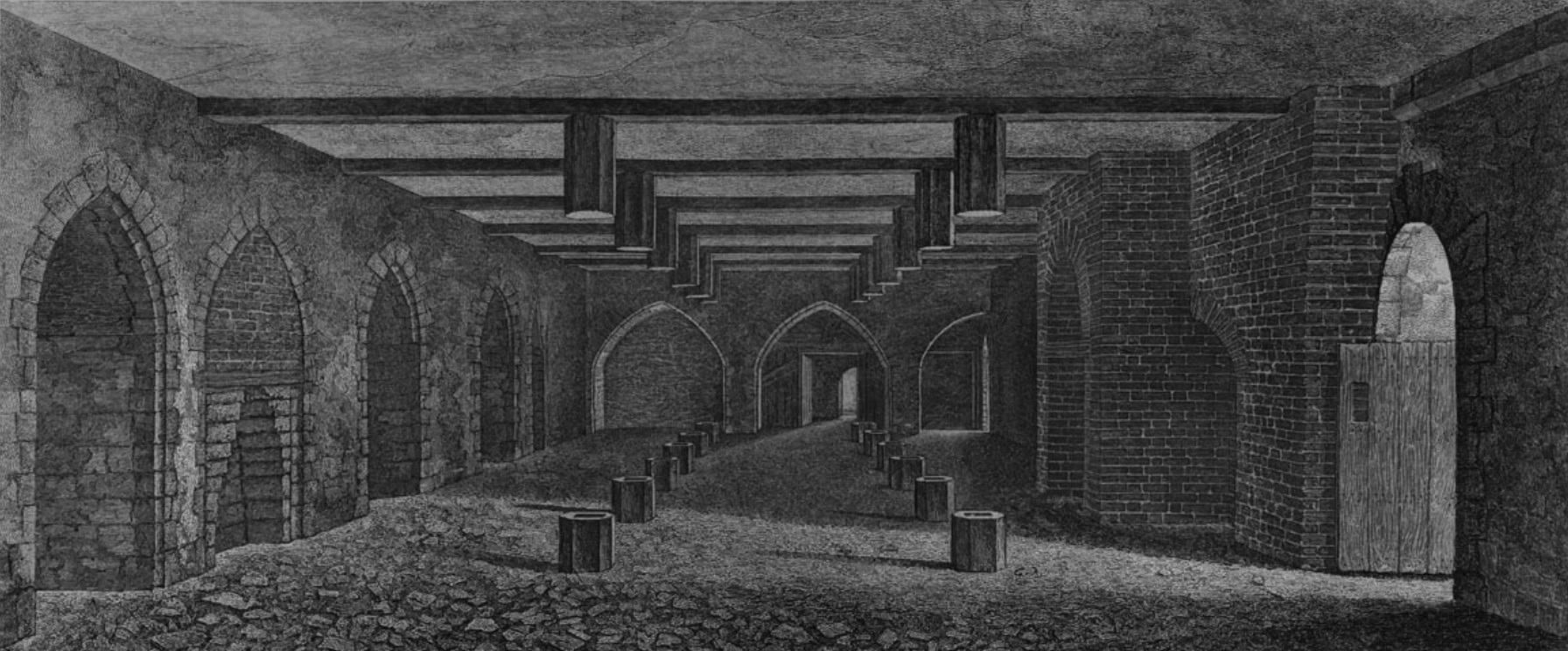
Le sous-sol de la Chambre des lords (dessin de 1799).

Au cours de la deuxième semaine de juin, Catesby rencontre à Londres le père supérieur des jésuites d'Angleterre, le père Henry Garnet, et l'interroge sur les conséquences morales que peut avoir la participation à une entreprise pouvant entraîner la mort d'innocents en même temps que celle de coupables. Garnet aurait répondu qu'on peut souvent pardonner de telles actions, mais il affirmera par la suite avoir mis en garde Catesby au cours d'une deuxième réunion, au mois de juillet dans l'Essex, en lui montrant une lettre du pape interdisant la rébellion. Peu de temps après, le père jésuite Oswald Tesimond apprend à Garnet qu'il a reçu la confession de Catesby, au cours de laquelle il a eu connaissance du complot. Garnet et Catesby se rencontrent une troisième fois le 24 juillet 1605, à la maison d'Anne Vaux à Enfield Chase. Garnet estime que les révélations de Tesimond ont été faites sous le sceau de la confession, et que le droit canonique lui interdit de répéter ce qu'il a entendu. Sans révéler qu'il est au courant de la nature précise du complot, Garnet tente de dissuader Catesby de poursuivre son projet, mais en vain. Garnet écrit au Supérieur général des jésuites, à Rome, Claudio Acquaviva, lui faisant part de ses craintes d'une rébellion ouverte en Angleterre. Il dit également à Acquaviva qu'« il existe un risque que certains particuliers s'efforcent de trahir le roi ou de recourir à la force contre lui », et qu'il devient urgent que le pape se prononce publiquement contre l'utilisation de la force.
Selon Fawkes, vingt barils de poudre ont été amenés dans un premier temps, suivis par seize autres le 20 juillet. La vente de la poudre à canon est théoriquement contrôlée par le gouvernement, mais il est facile d'en obtenir frauduleusement,. Le 28 juillet, la menace toujours présente de peste retarde à nouveau l'ouverture de la session du Parlement, cette fois jusqu'au mardi 5 novembre. Fawkes quitte le pays pour quelques jours. Le roi, quant à lui, passe une grande partie de l'été loin de Londres, à la chasse. Il loge là où il peut, y compris à l'occasion dans des maisons de notables catholiques. Garnet, convaincu que la menace d'un soulèvement s'est éloignée, parcourt le pays pour exercer sa mission de pasteur.

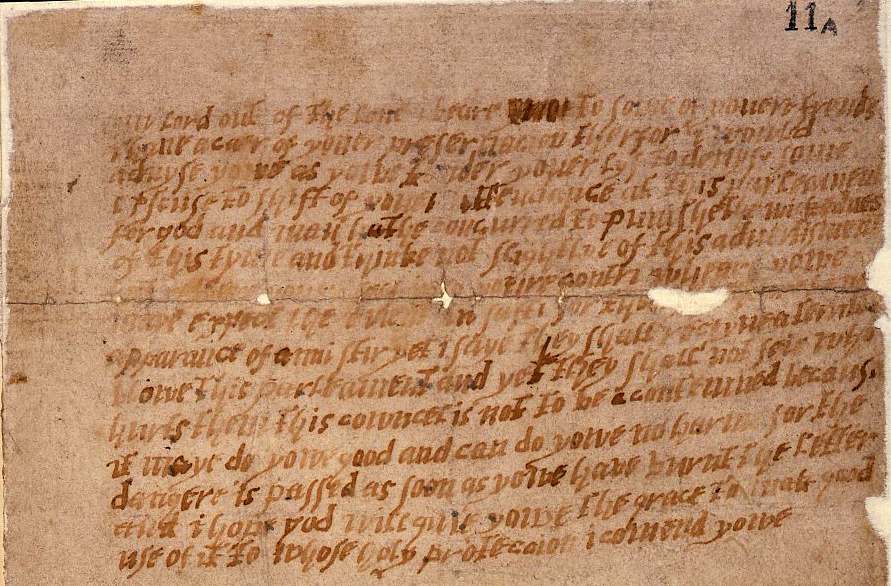
La lettre anonyme envoyée à William Parker, baron Monteagle, à l'origine de la découverte du complot. L'identité de son auteur n'a jamais été établie avec certitude. Francis Tresham a longtemps été soupçonné. Monteagle lui-même en a été considéré comme un possible auteur, tout comme Salisbury.

La date du retour de Fawkes en Angleterre est inconnue, mais il est certain qu'il s'y trouve à la fin du mois d'août : Wintour et lui découvrent alors que la poudre entreposée dans le sous-sol a moisi. De nouveaux barils sont acheminés dans la cave, ainsi que du bois de chauffage pour les dissimuler. Les trois derniers conspirateurs sont recrutés à la fin de l'année 1605. Le 29 septembre, date de la Saint-Michel, Catesby persuade Ambrose Rookwood de lui louer Clopton House près de Stratford-upon-Avon. Rookwood est un jeune homme connu pour sa loyauté catholique, avec des contacts dans le milieu réfractaire ; l'écurie qu'il possède à Coldham Hall, près de Stanningfield (en) dans le Suffolk est un élément important dans son recrutement. Ses parents, Robert et Dorothea Rookwood Drury, sont de riches propriétaires terriens, qui ont envoyé leur fils dans une école jésuite près de Calais. Everard Digby est un jeune homme de bonne réputation vivant à Gayhurst House, dans le Buckinghamshire. Le roi l'a fait chevalier en avril 1603, et il a été converti au catholicisme par le père Gerard. Digby et son épouse, Mary Mulshaw, ont accompagné le prêtre lors de son récent voyage, et les deux hommes sont devenus des amis proches. Catesby lui demande de louer Coughton Court, près d'Alcester,. Digby lui promet également 1 500 £ afin que Percy puisse payer le loyer du logement qu'il a loué à Westminster. Enfin, le 14 octobre, Catesby fait entrer Francis Tresham dans la conspiration. Tresham est le fils du catholique Thomas Tresham et un cousin de Robert Catesby, tous les deux ayant été élevés ensemble. Il est aussi l'héritier d'une grande fortune venant de son père, réduite par les amendes payées en tant que réfractaire, ses goûts de luxe, et par la participation de Francis et de Catesby à la révolte d'Essex,.
Catesby et Tresham se rencontrent chez le beau-frère et cousin de Tresham, Lord Stourton. Dans ses aveux, Tresham affirme avoir demandé à Catesby si le complot leur vaudrait l'Enfer, à quoi Catesby lui aurait répondu qu'il n'en était rien et que le sort des catholiques anglais exigeait de le faire. Catesby lui aurait aussi apparemment demandé 2 000 £ et l'usage de Rushton Hall, dans le Northamptonshire. Tresham refuse les deux (bien qu'il ait donné 100 £ à Thomas Wintour), et affirme à ses interrogateurs avoir fait quitter Rushton à sa famille pour l'installer à Londres avant avoir eu connaissance du complot : un comportement qu'on n'attendrait guère d'un coupable selon lui.

### La lettre à Monteagle
Les détails de l'attentat sont finalisés en octobre dans diverses tavernes de Londres et de Daventry. Fawkes doit allumer la mèche, puis s'enfuir en traversant la Tamise dans une barque avant de quitter le pays, tandis qu'une révolte dans les Midlands permettra de s'emparer de la princesse Élisabeth. Il est prévu que Fawkes se rende sur le continent pour expliquer les événements d'Angleterre aux puissances catholiques européennes.
Les épouses des conjurés et Anne Vaux soupçonnent ce qui se prépare, ce qui ne laisse pas de les inquiéter. Parmi les conjurés eux-mêmes, plusieurs s'inquiètent de la sécurité des catholiques qui doivent être présents au Parlement le jour de l'explosion. Percy se soucie de son employeur, et le cas du jeune comte d'Arundel est soulevé. Catesby suggère qu'une blessure mineure pourrait l'empêcher de se rendre au Parlement ce jour-là. Les cas des Lords Vaux, Montague, Monteagle et Stourton sont également évoqués. Keyes propose de prévenir Lord Mordaunt, l'employeur de sa femme, une proposition rejetée avec ironie par Catesby.
Le samedi 26 octobre, Lord Monteagle, beau-frère de Tresham, reçoit une lettre anonyme chez lui, à Hoxton. Après en avoir brisé le sceau, il se la fait lire à haute voix par un serviteur :
| « Mon Seigneur, pour l'amour que je porte à certains de vos amis, votre préservation me tient à cœur. Par conséquent, je vous conseille, si vous tenez à la vie, de prétexter quelque excuse qui vous empêche d'être présent à ce parlement ; car Dieu et l'homme se préparent à punir la perversité de ces temps. Ne prenez pas cet avertissement à la légère, mais rentrez dans votre pays où vous pourrez attendre l'événement en toute sécurité. Car bien qu'il ne paraisse y avoir aucun signe d'une quelque agitation, je vous dis pourtant que ce Parlement va recevoir un coup terrible et qu'il ne verra pas qui l'a frappé. Ce conseil n'est pas à négliger, car il peut vous rendre un grand service sans vous causer le moindre tort ; car le danger sera passé sitôt que vous aurez brûlé cette lettre. Et j'espère que Dieu vous donnera la grâce de faire bon usage de ceci, et je vous recommande à sa sainte protection. » | « My Lord, out of the love I bear to some of your friends, I have a care of your preservation. Therefore I would advise you, as you tender your life, to devise some excuse to shift your attendance at this parliament; for God and man hath concurred to punish the wickedness of this time. And think not slightly of this advertisement, but retire yourself into your country where you may expect the event in safety. For though there be no appearance of any stir, yet I say they shall receive a terrible blow this Parliament; and yet they shall not see who hurts them. This counsel is not to be condemned because it may do you good and can do you no harm; for the danger is passed as soon as you have burnt the letter. And I hope God will give you the grace to make good use of it, to whose holy protection I commend you. » |

Ne sachant trop comment prendre cette lettre, Monteagle se rend rapidement à Whitehall et la remet à Salisbury. Celui-ci en informe le comte de Worcester, considéré comme ayant des sympathies réfractaires, et le comte de Northampton, soupçonné de papisme ; il n'en dit rien au roi, qui est alors occupé à chasser dans le Cambridgeshire et dont on n'attend pas le retour avant plusieurs jours. Avant d'avoir lu cette lettre, Salisbury était déjà au courant d'une certaine agitation, sans pour autant connaître la nature exacte du complot ou les personnes impliquées. Il décide donc d'attendre la suite des événements. Toutefois, un domestique de Monteagle, Thomas Ward, est apparenté aux frères Wright ; il rencontre Catesby pour l'informer de la trahison. Celui-ci soupçonne Tresham, et se rend chez lui avec Thomas Wintour pour l'interroger. Tresham parvient à les convaincre qu'il n'est pas l'auteur de la lettre, mais les exhorte à abandonner le projet.

### La découverte du complot
La lettre est montrée au roi le vendredi 1er novembre. Le souverain a l'impression qu'elle implique « quelque stratagème de feu et de poudre », peut-être une explosion encore plus violente que celle qui a tué son père, Lord Darnley, à Kirk o' Field en 1567. Ne voulant paraître trop curieux, Salisbury feint l'ignorance. Le lendemain, des membres du Conseil privé rendent visite au Roi au palais de Whitehall et l'informent que, compte tenu des informations que Salisbury leur a données une semaine plus tôt, le lord-chambellan Thomas Howard, 1er comte de Suffolk, fera effectuer une fouille du Parlement, « au-dessus comme au-dessous ». Le dimanche 3 novembre, Percy, Catesby et Wintour tiennent une dernière réunion. Percy dit à ses collègues qu'ils doivent « se préparer pour l'ultime épreuve », et rappelle que la barque pour la fuite de Fawkes est à l'ancre sur la Tamise. Le 4, Digby participe avec un groupe de conjurés à une partie de chasse à Dunchurch, qui sert de couverture pour être prêts à enlever la princesse Élisabeth. Le même jour, Percy rend visite au comte de Northumberland pour savoir ce qui se dit sur la lettre reçue par Monteagle. Percy revient à Londres et assure à Wintour, John Wright et Robert Keyes qu'ils n'ont rien à craindre, puis rentre chez lui, dans Gray's Inn Road. Le soir même, Catesby, probablement accompagné de John Wright et de Bates, part pour les Midlands. Fawkes rend visite à Keyes et se voit remettre une montre à gousset laissée par Percy pour pouvoir déclencher la mise à feu au moment précis prévu. Une heure plus tard, Rookwood reçoit plusieurs épées gravées par un armurier local.

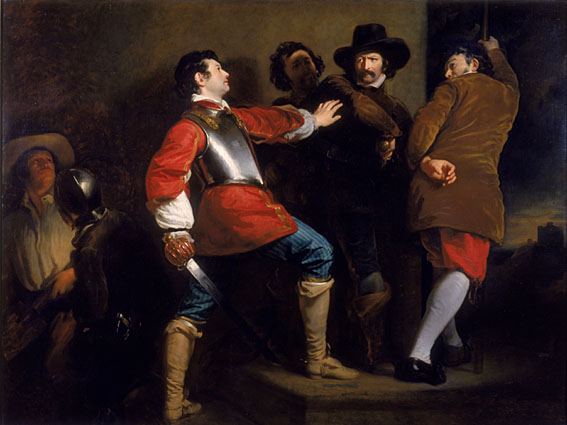
, The Discovery of the Gunpowder Plot (v. 1823).

Il existe deux versions divergentes concernant le nombre et la durée des fouilles des bâtiments. Selon la version du Roi, la première fouille est effectuée par Suffolk, Monteagle et John Whynniard le lundi 4 novembre, tant à l'intérieur que dans les alentours du Parlement et ce, alors que les conspirateurs sont occupés à leurs derniers préparatifs. Ils découvrent un gros tas de bois dans la cave sous la Chambre des lords, ainsi qu'un individu (Fawkes) qu'ils supposent être un domestique et qui leur explique que le bois appartient à son maître, Thomas Percy. Ils partent pour rendre compte de leurs découvertes, en même temps que Fawkes quitte les lieux. Le roi exige de faire de nouvelles recherches plus approfondies. Tard dans la nuit, le même groupe, conduit par Thomas Knyvet, retourne dans les caves. Ils y retrouvent Fawkes, désormais vêtu d'un manteau, coiffé d'un chapeau et portant bottes et éperons. Fawkes est arrêté ; il prétend s'appeler « John Johnson » et être au service de Thomas Percy. Il a sur lui une lanterne (aujourd'hui exposée à l’Ashmolean Museum, à Oxford), une montre à gousset, des allumettes, et de l'amadou. On découvre ensuite les barils de poudre, cachés sous des piles de fagots et du charbon. Fawkes est conduit devant le roi le lendemain matin à la première heure.

### La fuite
Lorsque la nouvelle de l'arrestation de « John Johnson » parvient aux conjurés se trouvant encore à Londres, la plupart s'enfuient vers le nord-ouest en suivant Watling Street. Christopher Wright et Thomas Percy partent ensemble. Parti peu après, Rookwood parvient à couvrir plus de 50 kilomètres en deux heures sur le même cheval. Il rattrape Keyes, parti plus tôt, puis Wright et Percy à Little Brickhill, avant de rejoindre Catesby, John Wright et Bates sur la même route. Le groupe continue au nord-ouest vers Dunchurch, en utilisant des chevaux fournis par Digby. Keyes se rend chez Lord Mordaunt, à Drayton. Pendant ce temps, Thomas Wintour reste à Londres et se rend même aux nouvelles à Westminster. Quand il réalise que le complot a été éventé, il prend son cheval et se rend chez sa sœur, à Norbrook, avant de poursuivre vers Huddington Court,.
Le groupe des six conjurés arrive à Ashby St Ledgers vers 18 heures. Ils y retrouvent Robert Wintour et le mettent au courant de la situation. Ils continuent ensuite vers Dunchurch, où se trouve Digby. Catesby le convainc que, malgré l'échec de l'attentat, une lutte armée reste possible. Il annonce aux chasseurs accompagnant Digby que le roi et Salisbury sont morts, puis le groupe de fugitifs repart vers l'ouest et Warwick.
À Londres, la nouvelle du complot se répand et les autorités renforcent la surveillance aux portes de la ville, ferment les ports et organisent la protection de la maison de l'ambassadeur d'Espagne, entourée par une foule en colère. Un mandat d'arrêt est lancé contre Thomas Percy et son employeur, le comte de Northumberland, est placé en résidence surveillée. Lors de son premier interrogatoire, « John Johnson » ne révèle que le nom de sa mère et ses origines du Yorkshire. On découvre sur lui une lettre destinée à Guy Fawkes, et il prétend qu'il s'agit d'un de ses surnoms. Loin de nier ses intentions, « Johnson » affirme que son but était de détruire le roi et le Parlement. Néanmoins, il garde son calme et maintient avoir agi seul. Son refus de céder impressionne tellement le roi qu'il le décrit comme possédant « une résolution digne des Romains ».

### L'enquête

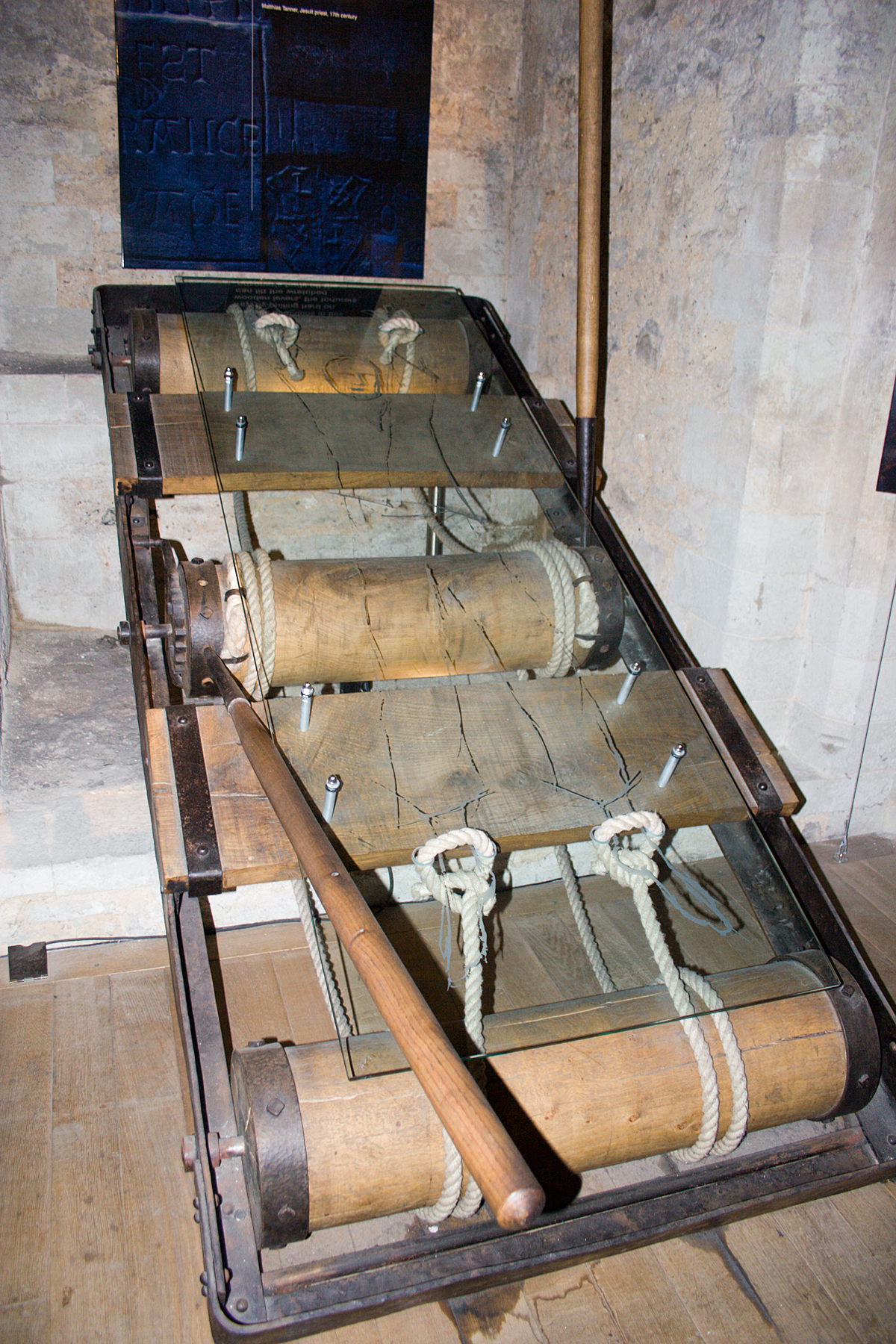
Un chevalet de torture à la tour de Londres.

Le 6 novembre, le profondément anti-catholique Sir John Popham, président de la Haute Cour de justice, procède à l'interrogatoire d'employés de Rookwood. Lorsque le soir tombe, il a appris les noms de plusieurs conjurés : Catesby, Rookwood, Keyes, Wynter [sic], John et Christopher Wright, et Grant. Entre-temps, « Johnson », qui persiste dans sa version des faits, est transféré à la tour de Londres avec la poudre à canon trouvée avec lui, pour y être torturé à la demande du roi. À l'époque, l'utilisation de la torture est interdite, sauf sur autorisation royale ou d'un organisme comme le Conseil privé ou la Chambre étoilée. Dans une lettre datée du 6 novembre, le roi écrit : « On utilisera avec lui d'abord des tortures douces, et sic per gradus ad ima tenditur [et ensuite par étapes on ira vers des méthodes plus dures], et que Dieu bénisse votre travail ». « Johnson » a peut-être été menotté et pendu par les poignets, et il a presque certainement été soumis au chevalet. Le 7 novembre au soir, brisé, il avoue et poursuit ses aveux au cours des deux jours suivants,.

### Les dernières cartouches
Le 6 novembre, alors que Fawkes n'a pas encore parlé, les fugitifs se rendent au château de Warwick pour se procurer diverses fournitures, puis poursuivent vers Norbrook en quête d'armes. De là, ils poursuivent leur route vers Huddington. Bates quitte le groupe et se rend à Coughton Court pour y remettre une lettre de Catesby au père Garnet et aux autres prêtres qui s'y trouvent, lettre dans laquelle il leur apprend ce qui s'est passé et leur demande de les aider à lever une armée. Garnet demande à Catesby et à ses partisans de cesser leur « mauvaises actions » avant de s'enfuir à son tour. Plusieurs autres prêtres partent pour Warwick, inquiets du sort de leurs collègues ; ils y seront faits prisonniers et incarcérés à Londres. Catesby et ses complices arrivent à Huddington en début d'après-midi et y sont accueillis par Thomas Wintour. Ils ne reçoivent pratiquement aucun soutien ou signe de sympathie de ceux qu'ils rencontrèrent, y compris les membres de leur famille, terrifiés à l'idée d'être soupçonnés de complicité. Les fugitifs continuent jusqu'à Holbeche House (à la frontière du Staffordshire), la demeure de Stephen Littleton, un membre de leur groupe de partisans en constante diminution. Fatigués et désespérés, ils étalent de la poudre à canon humide près du feu pour la faire sécher. Bien que la poudre n'explose pas (à moins d'être contenue dans un récipient), une étincelle atterrit dans la poudre, qui s'enflamme et brûle Catesby, Rookwood, Grant et un homme du nom de Morgan (l'un des chasseurs accompagnant Digby).
En route depuis Huddington vers Holbeche House, Thomas Wintour et Littleton sont informés par un messager que Catesby est mort. Littleton fait alors demi-tour, mais Thomas poursuit sa route et retrouve Catesby vivant, quoique victime de légères brûlures. John Grant, moins chanceux, a été rendu aveugle par les flammes. Digby, Robert Wintour, John Wintour et Thomas Bates étaient tous partis : il ne reste plus que Catesby, Grant, les frères Wright, Rookwood et Percy. Les derniers fugitifs décident de rester sur place pour attendre l'arrivée des hommes du roi.
Au matin du 8 novembre, Richard Walsh, prévôt du Worcestershire, attaque Holbeche House avec une compagnie de deux cents hommes. Thomas Wintour est blessé à l'épaule en traversant la cour. John Wright est abattu, suivi de son frère, puis de Rookwood. Catesby et Percy auraient été tués par la même balle. Les assaillants se ruent sur le domaine et arrachent les vêtements des défenseurs morts ou agonisants. Grant, Morgan, Rookwood et Wintour sont arrêtés.

## Les suites

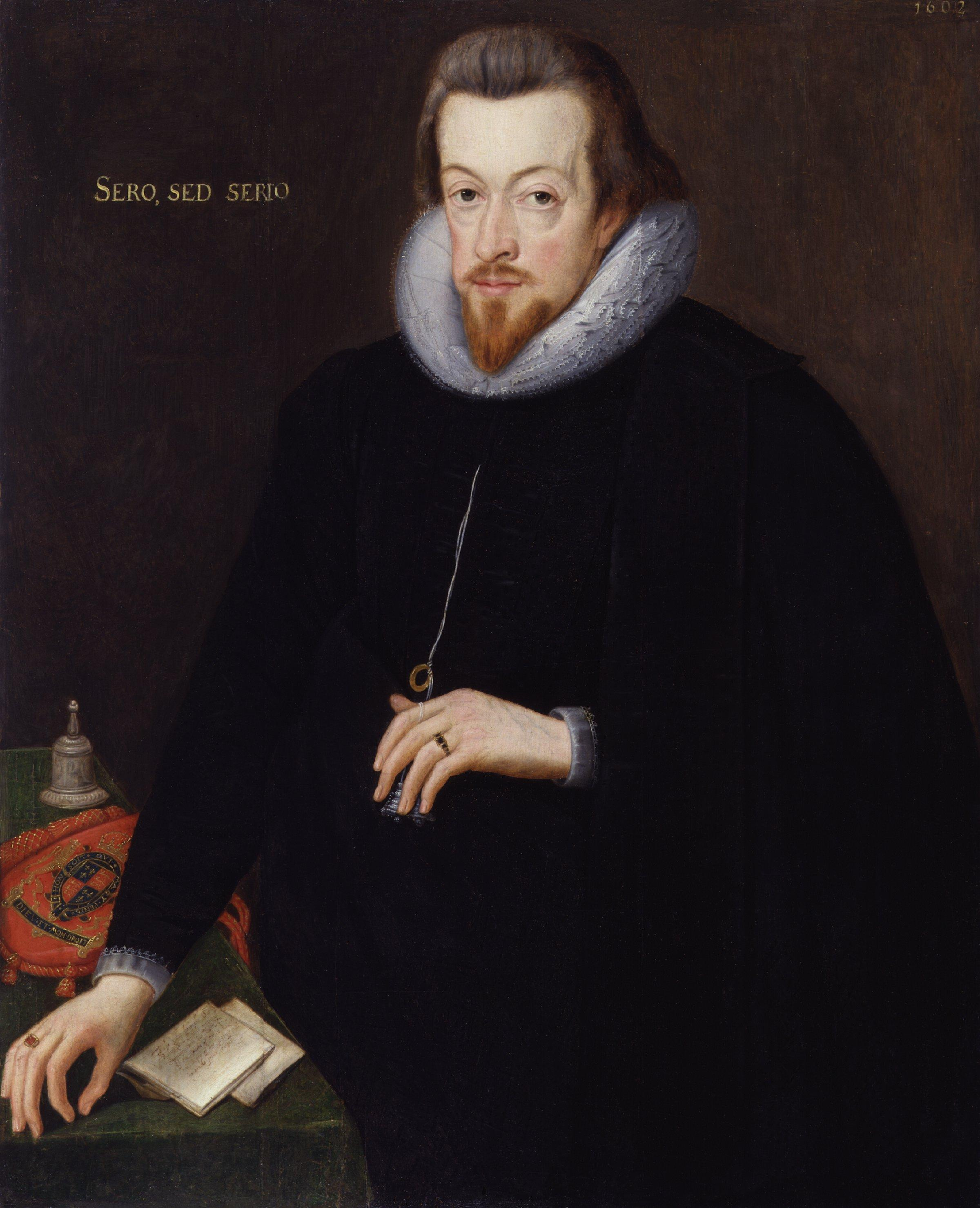
Robert Cecil, premier comte de Salisbury (John de Critz, 1602).

Bates et Keyes sont arrêtés peu de temps après l'affaire de Holbeche House. Digby, qui a l'intention de se rendre, est capturé par un petit groupe de poursuivants. Tresham est arrêté le 12 novembre et incarcéré à la tour de Londres trois jours plus tard. Montague, Mordaunt et Stourton (le beau-frère de Tresham) sont également emprisonnés à la tour. Le comte de Northumberland les rejoint le 27 novembre. Pendant ce temps, le gouvernement met à profit la révélation du complot pour accentuer la persécution des catholiques. La maison d'Anne Vaux à Enfield Chase est fouillée, révélant la présence de trappes et de passages secrets, et un serviteur effrayé révèle que le père Garnet, qui a souvent séjourné là, y a récemment donné une messe. Élisabeth Vaux, qui cache le père John Gerard dans sa demeure de Harrowden, est interrogée à Londres. Elle y affirme n'avoir jamais su que Gerard était un prêtre, qu'elle croyait qu'il n'était qu'un « gentilhomme catholique », et qu'elle ignore où il se trouve. Les demeures des conspirateurs sont fouillées et pillées ; celle de Marie Digby est mise à sac et sa propriétaire se retrouve sans ressources. Vers la fin du mois de novembre, Garnet s'installe à Hindlip Hall, la demeure des Habington, située près de Worcester, d'où il écrit une lettre au Conseil privé pour protester de son innocence.
L'échec de la conspiration des Poudres est un soulagement pour tout le pays et entraîne un climat de loyauté et de bonne volonté envers le roi au Parlement. Le comte de Salisbury exploite astucieusement ce sentiment pour obtenir davantage de subsides pour le roi que jamais (à une exception près) sous le règne d'Élisabeth. Walter Raleigh, emprisonné en raison de son implication dans le Main Plot, et dont la femme est une cousine germaine de Lady Catesby Tour, déclare n'avoir eu aucune connaissance de la conspiration. L'évêque de Rochester prononce un sermon à la croix de Saint-Paul dans lequel il condamne la conjuration. Dans son discours du 9 novembre devant les deux Chambres, le roi s'explique sur les deux préoccupations émergentes de la monarchie : le droit divin des rois et la question de l'Église catholique. Il insiste sur le fait que le complot est l'œuvre de quelques catholiques et non de l'ensemble des catholiques anglais, et il demande aux parlementaires de se réjouir de sa survie, puisque les rois sont nommés par Dieu et qu'il doit son salut à un miracle. Salisbury écrit aux ambassadeurs anglais à l'étranger pour leur apprendre l'événement et leur rappeler que le roi n'en veut pas à ses voisins catholiques. Les puissances étrangères prennent largement leurs distances vis-à-vis des conspirateurs, les qualifiant d'athées et d'hérétiques protestants.

### Les interrogatoires
Les interrogatoires sont conduits par Sir Edward Coke. Pendant environ dix semaines, dans les quartiers des lieutenants de la tour de Londres (aujourd'hui appelés chambre de la Reine), il interroge les personnes impliquées dans le complot. Pour la première série d'interrogatoires, rien ne prouve qu'il ait eu recours à la torture, malgré les suggestions de Salisbury. Par la suite, Coke révèle que la menace de la torture aura suffi, dans la plupart des cas, à obtenir les aveux des conjurés arrêtés peu après que le complot a été éventé.

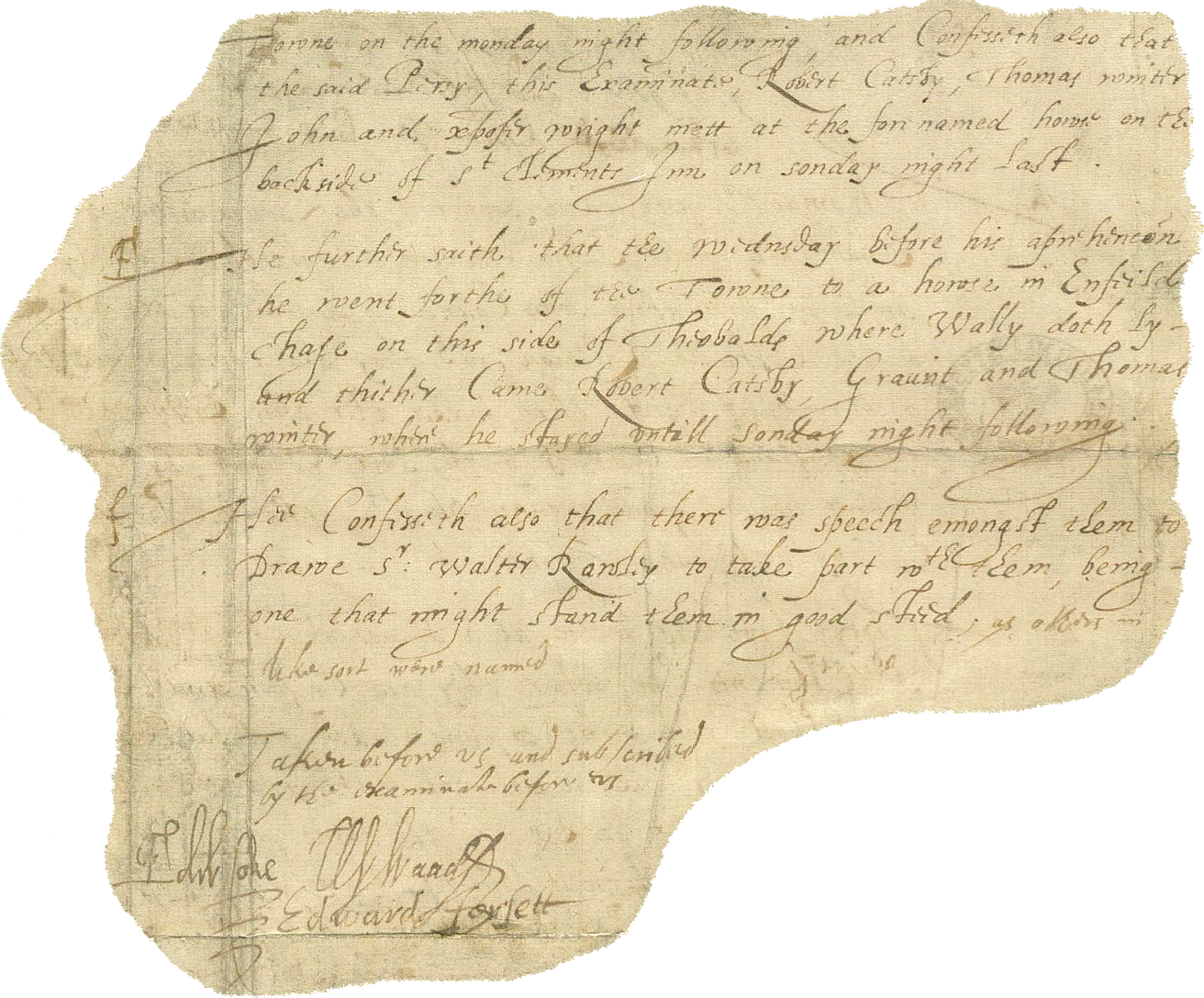
Une partie des aveux de Guy Fawkes.

Seuls deux aveux ont été entièrement rédigés : ceux de Fawkes, le 8 novembre, et ceux de Wintour, le 23. Engagé dans la conspiration dès le départ (à la différence de Fawkes), le témoignage de Wintour se révèle extrêmement précieux pour le Conseil privé. Il est presque certain qu'il a lui-même rédigé ses aveux, mais sa signature est d'une écriture sensiblement différente. Jusqu'alors, Wintour signe toujours de son nom complet, mais sa confession est signée « Winter » ; comme il avait été blessé par balle à l'épaule, l'écriture nette de la signature implique peut-être une intervention gouvernementale, à moins qu'il n'ait simplement trouvé cette forme courte moins douloureuse à écrire. Le témoignage de Wintour ne fait aucune mention de son frère Robert. Les deux aveux ont été publiés dans le prétendu « livre du roi », un compte-rendu officiel rédigé à la hâte et publié fin novembre 1605,.
Le comte de Northumberland est dans une situation délicate. Son repas avec Thomas Percy le 4 novembre est un fait accablant contre lui, et avec la mort de ce dernier, il n'y a plus personne pour l'accuser ou le disculper. Le Conseil privé pense que Northumberland serait devenu le protecteur de la princesse Élisabeth si le complot avait réussi, mais il n'y a pas suffisamment de preuves pour le condamner. Northumberland reste emprisonné et, le 27 juin 1606, condamné pour outrage à la cour. Il est démis de toutes ses fonctions publiques, condamné à 30 000 £ d'amende (environ 4 300 000 £ de 2010), et reste incarcéré dans la tour de Londres jusqu'en juin 1621. Les Lords Mordaunt et Stourton sont jugés par la Chambre étoilée. Ils sont condamnés à être emprisonnés dans la tour, où ils restent jusqu'en 1608, date de leur transfert à la prison de la Fleet. Ils doivent eux aussi payer des amendes considérables.
Plusieurs autres personnes qui n'étaient pas impliquées dans la conspiration, mais connaissent ou sont liées aux conspirateurs, sont également interrogées. Les frères de Northumberland, Sir Allen et Sir Josceline, sont arrêtés. Anthony-Maria Browne, deuxième vicomte Montagu, qui avait employé Fawkes dans sa jeunesse et avait rencontré Catesby le 29 octobre, reste presque un an en prison avant d'être relâché. Agnes Wenman, issue d'une famille catholique, est liée à Élisabeth Vaux. Elle est interrogée à deux reprises, mais les charges qui pèsent sur elle sont finalement abandonnées. Le secrétaire de Percy, devenu par la suite intendant des biens de la Maison de Northumberland, Dudley Carleton et qui a loué la cave où la poudre était entreposée, est emprisonné. Salisbury croit ses explications et autorise sa libération.

### Les jésuites

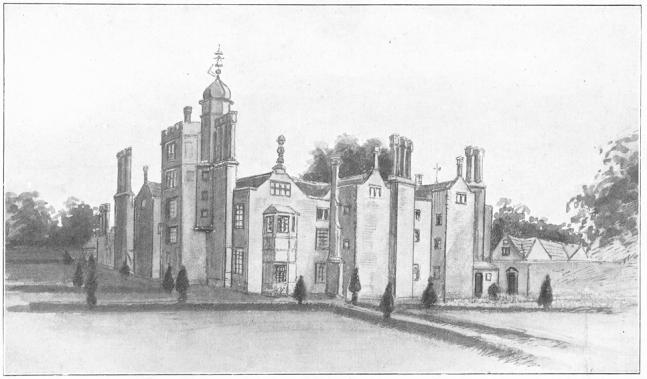
Hindlip Hall, dans le Worcestershire. Le bâtiment a été détruit par un incendie en 1820.

Thomas Bates passe aux aveux le 4 décembre. Il fournit à Salisbury une bonne partie des informations dont celui-ci a besoin pour relier le clergé catholique au complot. Bates a assisté à la plupart des réunions des conspirateurs, et lors de son interrogatoire, il implique le père Tesimond dans l'affaire. Le 13 janvier 1606, il raconte avoir rendu visite à Garnet et Tesimond le 7 novembre pour apprendre à Garnet que le complot a échoué. Il décrit également sa fuite avec Tesimond vers Huddington, avant que le prêtre ne le quitte pour se réfugier chez les Habington à Hindlip Hall ; il mentionne également une rencontre entre Garnet, Gerard et Tesimond en octobre 1605. Vers la même période, c'est-à-dire en décembre 1606, la santé de Tresham commence à se dégrader. Il reçoit régulièrement la visite de son épouse, d'une infirmière et de son serviteur, William Vavasour, qui décrira sa strangurie. Avant de mourir, Tresham confesse également la participation de Garnet à la mission en Espagne de 1603, mais il retire certaines de ses déclarations dans ses dernières heures, et ne mentionne nulle part dans ses aveux être l'auteur de la lettre à Monteagle. Il meurt aux premières heures du 23 décembre et est enterré dans la tour. Toutefois, en raison de sa participation au complot, ses biens sont confisqués et sa tête est plantée sur une pique et exposée soit à Northampton, soit sur le pont de Londres,,.
Le 15 janvier, un avis de recherche est lancé contre les pères Garnet, Gerard et Greenway (Tesimond). Les deux derniers parviennent à fuir le pays et restent libres jusqu'à leur mort, mais Garnet n'a pas cette chance. Quelques jours plus tôt, le 9 janvier, Robert Wintour et Stephen Littleton avaient été arrêtés. Leur cachette à Hagley, la demeure d'Humphrey Littleton (le frère du député John Littleton, emprisonné pour trahison en 1601 pour son rôle dans la révolte d'Essex), est découverte grâce à un cuisinier, dont les soupçons sont éveillés par la grande quantité de nourriture envoyée à son maître. Humphrey nie la présence des deux fugitifs, mais un autre serviteur conduit les autorités à leur cachette. Le 20 janvier, des juges et des membres de la police locale se rendent chez Thomas Habington, à Hindlip Hall, pour arrêter les jésuites. Malgré les protestations de ce dernier, les policiers passent les quatre jours suivants à fouiller et occuper la maison. Le 24 janvier, deux prêtres affamés quittent leur cachette et sont découverts. Humphrey Littleton, qui avait réussi à échapper aux autorités à Hagley, réussit à fuir jusqu'à Prestwood (en), dans le Staffordshire, avant d'être arrêté. Il est fait prisonnier et condamné à mort à Worcester. Le 26 janvier, en échange de sa vie sauve, il révèle aux autorités où se trouve le Père Garnet. Épuisé par son long séjour caché, Garnet, accompagné d'un autre prêtre, sort de sa cachette le lendemain de l'arrivée de la police sur les lieux.

### Le procès

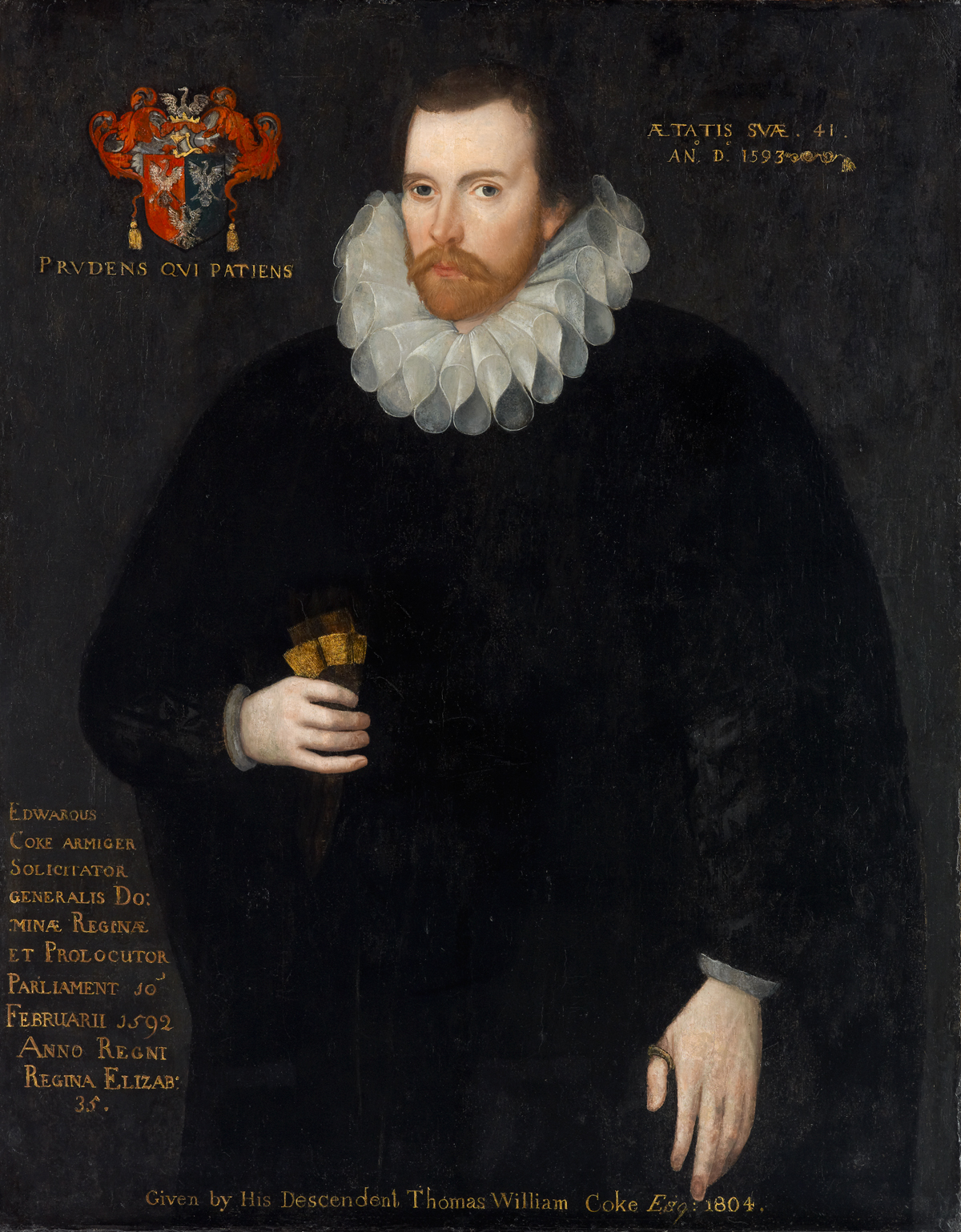
Edward Coke.

Par coïncidence, Garnet est découvert le jour même où les conjurés survivants se voient lire l'acte d'accusation à Westminster Hall. Sept des prisonniers sont amenés de la Tour de Londres à la Chambre étoilée par une barge. Bates, le serviteur de Catesby, considéré de moindre rang, est amené de la prison de Gatehouse. Certains des prisonniers paraissent abattus, mais d'autres semblent indifférents, allant même jusqu'à fumer. Le roi et sa famille, cachés à leur vue, figurent parmi les nombreuses personnes qui assistent au procès. Les Lords Commissaires présents sont les comtes de Suffolk, de Worcester, de Northampton, de Devonshire et de Salisbury. Sir John Popham est Lord Chief Justice, Sir Thomas Fleming est Lord Baron en chef de l'Échiquier, et deux juges, Sir Thomas Walmsley et Sir Peter Warburton, siègent en tant que juges des affaires courantes. La liste des noms des conjurés est lue à haute voix, en commençant par les prêtres : Garnet, Tesimond et Gerard,.
Le premier à parler est le président de la Chambre des communes Sir Edward Phelips, qui décrit le projet des conjurés avec force détails. Il est suivi par le procureur général, Sir Edward Coke, qui commence par un long discours au contenu fortement influencé par Salisbury, niant notamment que le roi ait promis quoi que ce soit aux catholiques. La participation de Monteagle dans la découverte du complot est saluée (il recevra, pour sa loyauté, des terres et une rente viagère de 500 £), et la dénonciation de la mission en Espagne de 1603 figure en bonne place. Coke ne rapporte pas les affirmations de Fawkes selon lesquelles Gerard ignorait tout du complot. Lorsqu'elles sont mentionnées, les puissances étrangères le sont avec déférence, mais les prêtres sont accablés et leurs faits et gestes aussi critiqués que possible. Selon Coke, il ne fait guère de doute que le complot a été conçu par les jésuites. La rencontre de Garnet et de Catesby, au cours de laquelle le premier aurait absous le second de toute faute dans le complot, est une preuve suffisante que les jésuites étaient au centre de la conspiration. Coke brosse avec émotion le tableau du destin probable de la reine et du reste de la famille royale, ainsi que celui des innocents qui auraient péri dans l'explosion.
Chacun des condamnés, dit Coke, sera traîné à la mort par un cheval, de dos et la tête au ras du sol. Il sera « mis à mort à mi-chemin entre ciel et terre, étant indigne des deux ». Ses parties génitales seront coupées et brûlées sous ses yeux, puis on lui enlèvera les entrailles et le cœur. Il sera ensuite décapité, et son corps démembré exposé afin de servir de « proie aux oiseaux du ciel ». Les confessions et les déclarations des accusés sont ensuite lues à haute voix, et, enfin, les prisonniers sont autorisés à prendre la parole. Rookwood affirme avoir été entraîné dans l'affaire par Catesby, qu'il « aimait plus que tout homme au monde ». Thomas Wintour demande à être pendu pour que son frère soit épargné. Fawkes plaide non coupable et argue de son ignorance de certains aspects de l'acte d'accusation. Keyes semble accepter son sort, Bates et Robert Wintour demandent grâce et Grant résume son implication en parlant d'« un complot projeté mais jamais exécuté ». Digby, jugé sur un acte d'accusation distinct, est le seul à plaider coupable, faisant valoir pour sa défense que le roi a renié ses promesses de tolérance pour les catholiques et que son amitié pour Catesby et son amour de la cause catholique ont terni son discernement. Il souhaite mourir par la hache, et demande au roi sa grâce pour sa jeune famille. Sa défense est vaine : ses arguments sont contestés par Coke et de Northumberland et le jury le déclare coupable de haute trahison, de même que les sept autres conspirateurs. Digby s'écrie alors : « Si je pouvais entendre une de vos seigneuries me dire que vous me pardonnez, j'irais plus gaiement à la potence. » La réponse fut courte : « Que Dieu vous pardonne, nous le ferons aussi »,.
Garnet a été interrogé à plusieurs reprises, peut-être jusqu'à vingt-trois fois. Sa réponse à la menace du chevalet fut « Minare ista pueris », « ces menaces sont bonnes pour les enfants », et il nie avoir encouragé les catholiques à prier pour le succès de la « cause catholique ». Ses juges ont recours à la falsification de la correspondance entre Garnet et d'autres catholiques, en vain. Ses geôliers lui permettent alors de discuter avec un autre prêtre dans une cellule voisine, en écoutant secrètement chaque mot échangé. Finalement, Garnet laisse échapper une information cruciale : un seul homme peut témoigner qu'il avait connaissance du complot. Sous la torture, Garnet avoue avoir appris l'existence du complot par son confrère, le père jésuite Oswald Tesimond, qui l'avait lui-même apprise par la confession de Catesby. Garnet est inculpé de haute trahison et jugé, le 28 mars, dans la salle des banquets de la City de Londres au cours d'un procès qui débute à 8 heures pour s'achever à 19 heures. Selon Coke, Garnet est l'instigateur du complot : « La nature a bien doté Garnet ; il est instruit, c'est un bon linguiste et, de profession, un jésuite et père supérieur ; de fait, supérieur à tous ses prédécesseurs de par sa démoniaque trahison, docteur en dissimulation, déposition de princes, destruction de royaumes, intimidation et tromperie de sujets, et destruction. » Garnet réfute toutes les accusations portées contre lui et explique la position de l'Église catholique sur ces sujets, mais il est néanmoins reconnu coupable et condamné à mort.

### Les exécutions

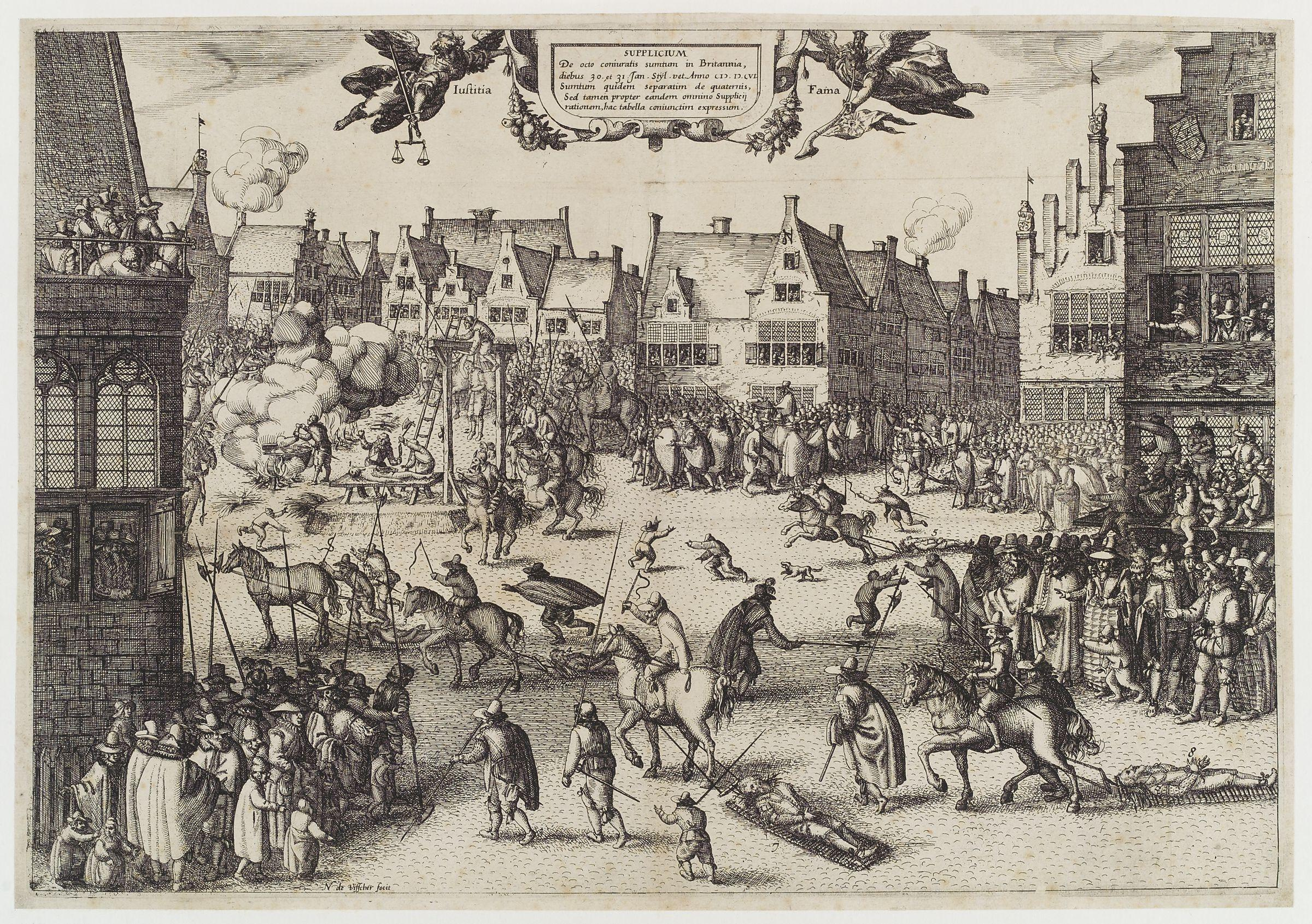
L'exécution des conjurés (gravure de Claes Jansz Visscher, date inconnue).

Bien qu'ils aient échappé au bourreau, les corps de Catesby et de Percy sont exhumés et décapités, et leurs têtes sont fichées sur des piques devant la Chambre des lords. Le 30 janvier, Everard Digby, Robert Wintour, John Grant et Thomas Bates sont attachés sur des brancards et traînés dans les rues bondées de Londres jusqu'au cimetière Saint-Paul. Digby est le premier à monter sur l'échafaud ; il demande pardon aux spectateurs et refuse les services d'un pasteur protestant. Il est dépouillé de ses vêtements et, vêtu seulement d'une chemise, gravit les échelons de la potence pour placer sa tête dans le nœud coulant. Il est encore conscient lorsqu'il est castré, éventré, puis écartelé, un sort partagé par les trois autres prisonniers. Le lendemain, Thomas Wintour, Ambroise Rookwood, Robert Keyes et Guy Fawkes sont pendus et démembrés en face du bâtiment qu'ils avaient prévu de faire sauter, dans la cour du vieux palais de Westminster. Keyes n'attend pas le bourreau et saute du gibet, mais il survit à sa chute et est emmené pour être démembré. Bien qu'épuisé par les tortures subies, Fawkes réussit à sauter et à se briser le cou avec la corde, échappant ainsi au reste de son exécution,.
Stephen Littleton est exécuté à Stafford, et son cousin Humphrey, en dépit de sa coopération avec les autorités, termine son existence à Red Hill, près de Worcester. L'exécution d'Henry Garnet a lieu le 3 mai 1606, mais contrairement aux conspirateurs, il n'est pas écartelé et démembré. Sur instruction expresse du roi, Garnet est seulement pendu jusqu'à ce que mort s'ensuive.

## Conséquences
Il semble peu probable que les catholiques auraient pu obtenir en 1604 une plus grande liberté religieuse, mais la découverte d'un complot aussi important, la capture des conspirateurs et les procès qui s'ensuivirent, tout cela conduit le Parlement à envisager l'introduction d'une nouvelle législation anti-catholique. Au cours de l'été 1606, les lois contre les réfractaires sont renforcées ; le Popish Recusants Act 1605 (en) voit l'Angleterre revenir au système élisabéthain d'amendes et de restrictions, instaure un contrôle de religion et un serment d'allégeance, nécessitant pour les catholiques d'abjurer comme une « hérésie » la doctrine selon laquelle « les princes excommuniés par le pape pouvaient être déposés ou assassinés ». L'émancipation des catholiques prendra encore 200 ans, mais de nombreux catholiques importants et loyaux conservent de hautes fonctions sous le règne de Jacques Ier. Bien qu'il n'y ait pas eu d'« âge d'or » de « tolérance » pour les catholiques, comme l'espérait le père Garnet, le règne de Jacques Ier est néanmoins une période de relative indulgence pour les catholiques, et peu font l'objet de poursuites.
Le dramaturge William Shakespeare avait déjà utilisé l'histoire de la famille des Northumberland dans ses pièces de théâtre sur Henri IV, et les événements de la conspiration des Poudres semblent être évoqués, de même que la conspiration de Gowrie, dans Macbeth, écrit entre 1603 et 1607. L'intérêt pour la démonologie est accentué par la conspiration des Poudres. Jacques Ier avait participé au grand débat sur les pouvoirs d'un autre monde lorsqu'il avait écrit sa Daemonology en 1597, avant de devenir roi d'Angleterre et d'Écosse. Les inversions du genre « horrible est le beau, beau est l’horrible » sont fréquemment utilisées, et une autre référence possible à l'intrigue concerne l'utilisation de l'équivoque ; un Traité de l'équivoque écrit par Garnet est retrouvé chez l'un des conjurés.
La conspiration des Poudres a été commémorée pendant des années par des sermons dédiés et d'autres célébrations publiques, comme la sonnerie des cloches des églises. Elle vient compléter un calendrier de plus en plus complet de cérémonies protestantes qui contribuent à la vie nationale et religieuse de l'Angleterre du XVIIe siècle, et a évolué pour donner l'actuelle Bonfire Night. Dans son livre Et si la conspiration des Poudres avait réussi ? (What If the Gunpowder Plot Had Succeeded?), l'historien Ronald Hutton s'intéresse aux conséquences qu'aurait eu l'attentat s'il avait réussi, si la Chambre des lords avait été détruite avec tous ses occupants. Il estime qu'une violente réaction anti-catholique s'en serait ensuivie, et qu'une rébellion n'aurait eu que peu de chances de réussir sans soutien d'une puissance étrangère ; malgré leurs confessions diverses, la plupart des Anglais étaient fidèles à l'institution monarchique. L'Angleterre aurait pu devenir une « monarchie puritaine absolue », à l'image de la Suède, du Danemark, de la Saxe ou de la Prusse, au lieu de suivre la voie des réformes parlementaires et de la société civile comme elle l'a fait.

### Les accusations de complot d'État
À l'époque, beaucoup croient le comte de Salisbury mêlé au complot : il aurait voulu gagner les faveurs du roi, et avoir l'occasion de promulguer une législation plus sévère contre les catholiques. Diverses théories du complot affirment que Salisbury était à l'origine du complot, ou qu'il en a eu connaissance très tôt, mais l'a laissé aller presque jusqu'à son terme à des fins de propagande. Le complot papiste de 1678 suscite un regain d'intérêt pour la conspiration des Poudres, entraînant la publication d'un livre par Thomas Barlow, évêque de Lincoln, qui réfute « l'idée sans fondement affirmant que toute l'affaire avait été montée par le secrétaire d'État Cecil ».
En 1897, le père John Gerard de Stonyhurst College, homonyme du John Gerard qui, après la découverte du complot, avait réussi à quitter le pays, donne sa version des faits dans le livre What was the Gunpowder Plot?, « Qu'a été la conspiration des Poudres ? », faisant de Salisbury le coupable. Cette version des faits provoque une réaction immédiate de Samuel Gardiner, un historien anglais qui accusa Gerard d'être allé trop loin en essayant de « dédouaner » les générations de catholiques anglais ayant souffert des suites de la conspiration. Pour Gardiner, Salisbury ne peut être accusé de rien, sinon d'opportunisme. Les tentatives ultérieures pour prouver l'implication de Salisbury, comme celle de Francis Edwards en 1969 dans son livre Guy Fawkes: the real story of the gunpowder plot? (« Guy Fawkes : la véritable histoire de la conspiration des Poudres ? »), ont également achoppé sur l'absence de preuves claires.
Les caves sous les Chambres du Parlement ont continué à être louées à des particuliers jusqu'en 1678, au moment du complot papiste. Il a alors été jugé plus prudent de fouiller les caves la veille de chaque ouverture du Parlement, un rituel encore observé aujourd'hui, quoique davantage comme une coutume pittoresque qu'une véritable mesure de précaution anti-terrorisme.

### La nuit des feux de joie

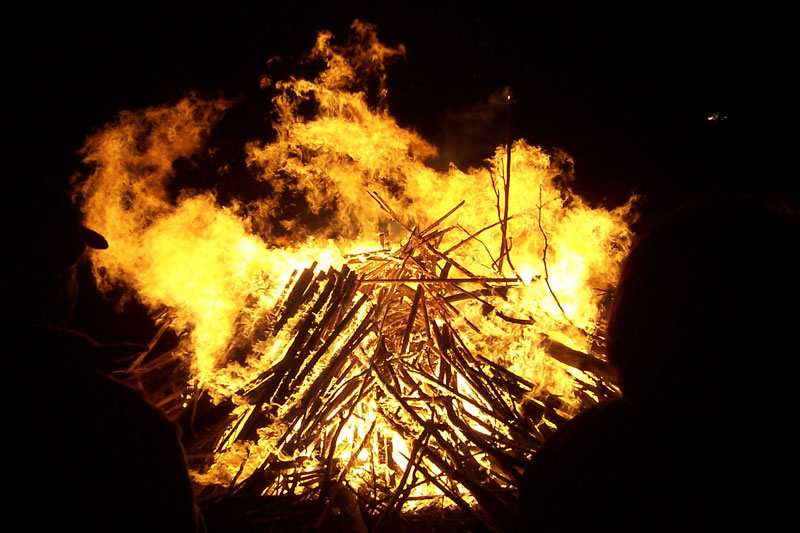
Bonfires allumés le 5 novembre.

En janvier 1606, lors de la première séance du Parlement après l'échec de l'attentat, le Observance of 5th November Act 1605 (en) est voté. Les offices et sermons commémorant l'événement font de cette journée une fête annuelle qui rythme la vie anglaise ; cette loi reste en vigueur jusqu'en 1859. Peu après la découverte du complot émerge la tradition consistant à faire sonner les cloches et à allumer des feux de joie pour marquer cette journée ; les feux d'artifice sont également utilisés dès les premières célébrations. En Grande-Bretagne, la nuit du 5 au 6 novembre est appelée Bonfire Night (« nuit des feux de joie »), Fireworks Night (« nuit des feux d'artifice ») ou Guy Fawkes Night (« nuit de Guy Fawkes »).
En Grande-Bretagne, il reste de tradition de tirer un feu d'artifice aux environs du 5 novembre. Dans les semaines qui précédent, les enfants fabriquent un « guy », un pantin censé être à l'effigie de Fawkes, le plus souvent à partir de vieux vêtements bourrés de papier journal et muni d'un masque grotesque. Ce pantin est ensuite brûlé sur un bûcher lors de la Bonfire Night. Les enfants exposaient la marionnette dans la rue pour récolter de l'argent afin d'acheter des pétards, mais cette tradition se perd. Au XIXe siècle, le mot « guy » est entré dans le langage courant pour désigner une personne vêtue bizarrement ; par la suite, il en est venu à désigner toute personne de sexe masculin.
Le 5 novembre, il est de tradition de tirer des feux d'artifice en Grande-Bretagne, tant dans les grandes manifestations publiques que dans les jardins de particuliers. Dans certaines régions, en particulier dans le Sussex, des sociétés locales organisent des processions, de grands feux de joie ou des feux d'artifice, les plus connus ayant lieu à Lewes.
Selon la biographe Esther Forbes, la célébration du Guy Fawkes Day était également une fête très populaire avant la révolution dans les colonies américaines. À Boston, les festivités ont vite pris une connotation anti-autorité et devenaient souvent si dangereuses que beaucoup n'osaient pas s'aventurer hors de leurs maisons ce jour-là.

## La reconstitution de l'explosion

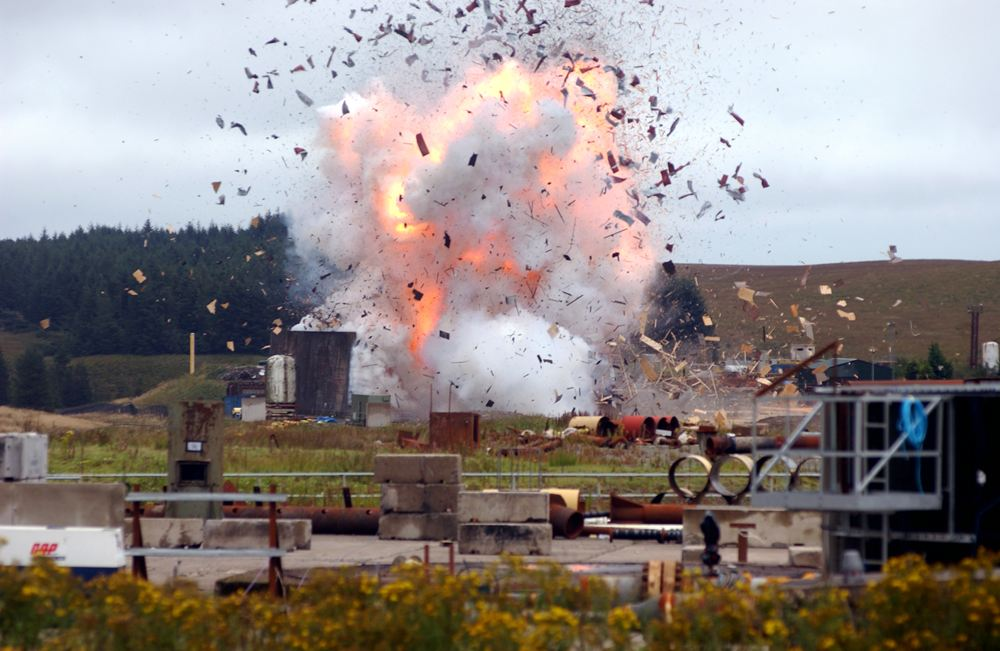
Une photographie de l'explosion, lors de la reconstitution.

En 2005, dans le cadre de l'émission télévisée The Gunpowder Plot: Exploding the Legend, diffusée sur ITV, une réplique grandeur nature de la Chambre des lords a été construite, puis détruite avec des barils de poudre. L'expérience, menée sur le site d'essai Advantica Spadeadam, a permis de démontrer que si la poudre avait été en bon état, l'explosion aurait tué toutes les personnes présentes dans le bâtiment. La puissance de l'explosion a été telle que les murs en béton de 2 m d'épaisseur (reproduisant les murs de l'ancienne Chambre des lords selon des archives d'époque) ont été réduits en gravats. Les appareils de mesure placés dans la pseudo-Chambre des lords pour calculer la force de l'explosion ont été eux-mêmes détruits, et la tête du mannequin représentant le roi, qui avait été placée sur un trône dans la pièce au milieu des courtisans, des pairs et des évêques, a été retrouvée à grande distance du site. Selon les résultats de l'expérience, personne n'aurait pu survivre à l'explosion dans un rayon de 100 m, tous les vitraux de l'abbaye de Westminster auraient été brisés, de même que toutes les fenêtres dans le voisinage du palais. L'explosion aurait été vue à des kilomètres à la ronde, et entendue d'encore plus loin. Même si la moitié seulement de la poudre avait explosé, toutes les personnes présentes à la Chambre des lords et dans les environs auraient été tuées sur le coup.
L'émission a également permis de réfuter les affirmations selon lesquelles une certaine détérioration de la qualité de la poudre aurait empêché l'explosion. Une petite quantité de poudre a délibérément été détériorée, pour la rendre inutilisable avec des armes à feu, puis a été placée dans un récipient et allumée : elle a quand même réussi à provoquer une grosse explosion. Même détériorée, la puissance de la poudre aurait été amplifiée par sa compression dans des tonneaux en bois, compensant ainsi sa mauvaise qualité. La compression aurait créé un effet de canon, la poudre jaillissant hors du tonneau une milliseconde avant d'exploser. Les calculs ont montré que Fawkes, qui était un spécialiste de la poudre, avait rassemblé le double de la quantité nécessaire.
Il est possible qu'une certaine quantité de la poudre réunie par Fawkes nous soit parvenue. En mars 2002, les archivistes travaillant sur les textes du mémorialiste John Evelyn à la British Library ont retrouvé une boîte contenant plusieurs échantillons de poudre, dont une boîte avec une note de la main d'Evelyn indiquant qu'elle avait appartenu à Guy Fawkes. Une autre note, écrite au XIXe siècle, confirme cette provenance, mais en 1952, le document avait reçu un nouveau commentaire : « mais il n'en restait plus rien ».

### Géographie

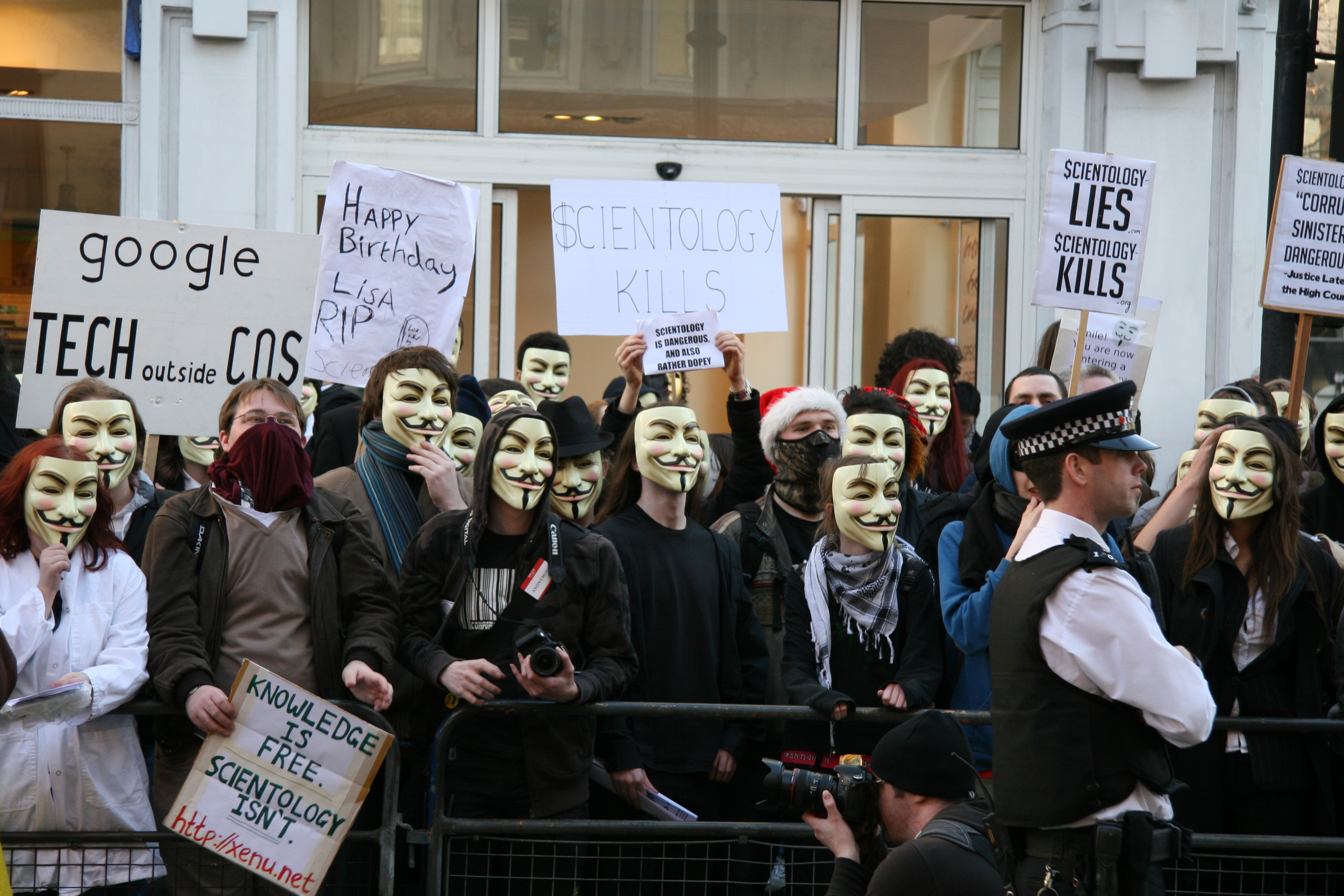
Anonymous protestant contre la Scientologie à Londres.